# Karl Marx
Cet article concerne le théoricien et philosophe. Pour le compositeur, voir Karl Marx (compositeur). Pour les autres homonymes, voir Marx.
Karl Marx (/kaʁl maʁks/ ; en allemand : /kaːɐ̯l ˈmaːɐ̯ks/), né le 5 mai 1818 à Trèves dans le grand-duché du Bas-Rhin et mort le 14 mars 1883 à Londres, est un philosophe, économiste, historien, sociologue, journaliste, théoricien de la révolution, du socialisme et du communisme, et idéologue prussien.
Il est connu pour sa conception matérialiste de l'histoire, son analyse des rouages du mode de production capitaliste, des processus d'exploitation et de l'aliénation sociale, du fétichisme de la marchandise, et de la lutte des classes, et pour son activité révolutionnaire au sein du mouvement ouvrier. Il a notamment été un des membres dirigeants de l'Association internationale des travailleurs. Des courants de pensée se revendiquant principalement des travaux de Marx sont désignés sous le nom de marxisme. Marx a eu une grande influence sur le développement ultérieur des sciences humaines et sociales.
Politiquement, la pensée de Karl Marx repose sur l'analyse et la participation au mouvement réel de la lutte des classes, afin de parvenir à une société sans classes sociales, sans patriarcat, démocratique, sans argent, sans États et basée sur la propriété collective et démocratique des moyens de production en tant qu'étape succédant au capitalisme : le communisme.
Marx a été décrit comme l'une des figures les plus influentes de l'ère moderne, et son œuvre a été à la fois saluée et critiquée. Ses travaux ont marqué de façon considérable le XXe siècle, au cours duquel de nombreux mouvements révolutionnaires et intellectuels se sont réclamés de sa pensée.

## Biographie

### Famille

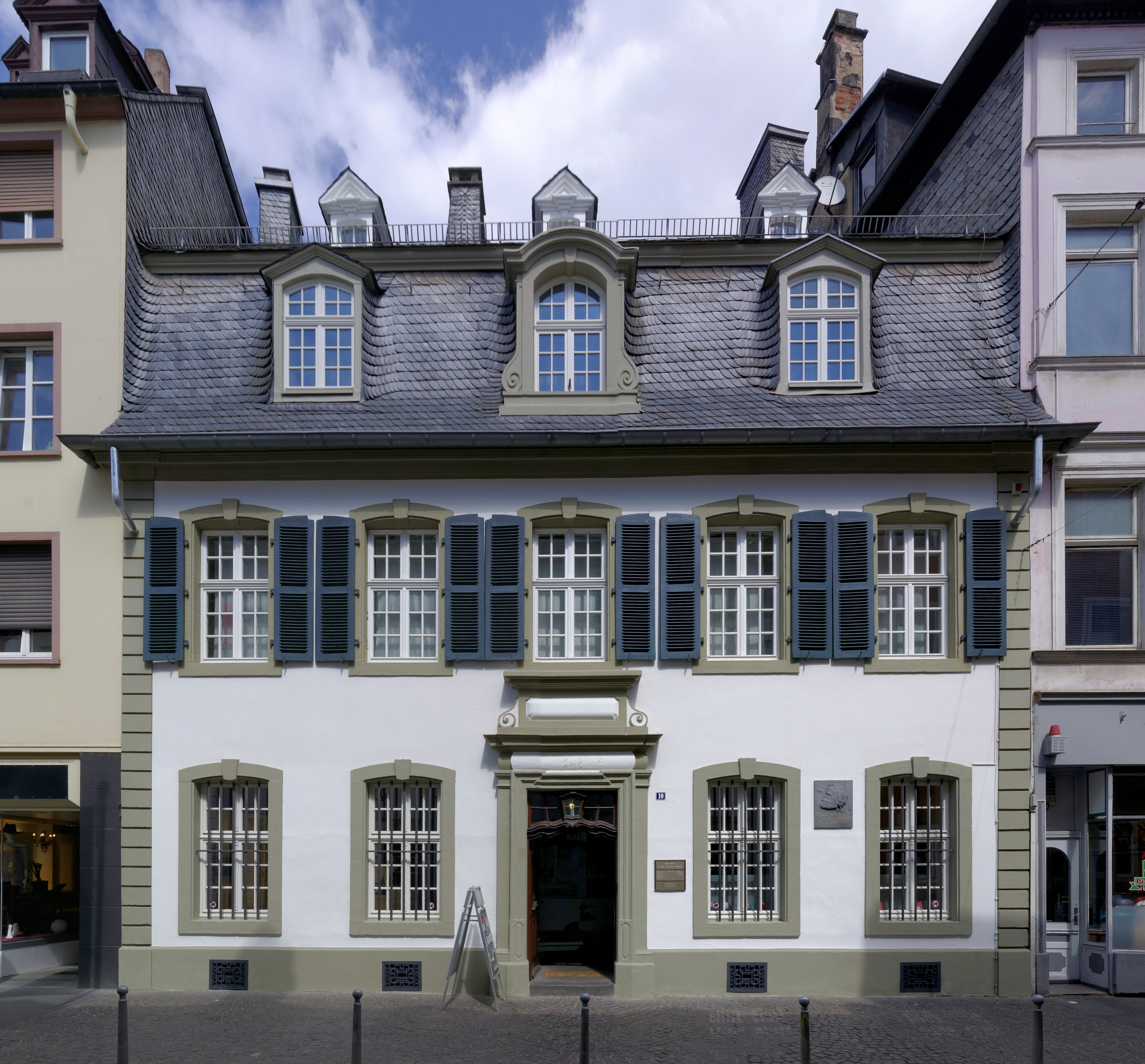
Maison natale à Trèves, devenue le « musée Karl Marx ».

Karl Heinrich Marx est né le 5 mai 1818 à Trèves, dans le grand-duché du Bas-Rhin, au sein du royaume de Prusse (aujourd'hui dans le land de Rhénanie-Palatinat). Il est le deuxième d'une famille de huit enfants. Son père, Heinrich Marx (1777-1838), né Herschel Levi Mordechai, était un avocat issu d'une famille de rabbins ashkénazes — le grand-père d'Heinrich, Meier Halevi, était devenu rabbin à Trèves en 1723 et ses fils et petit-fils furent les premiers à recevoir une éducation séculière — et de marchands propriétaires de vignobles dans la vallée de la Moselle. Pour exercer sa profession d'avocat, il se convertit au protestantisme en 1816 ou 1817, et changea son prénom de Herschel en Heinrich. Sa mère, Henriette Pressburg (20 juillet 1788-30 novembre 1863), est issue d'une famille juive hollandaise. Restée attachée à la religion juive, elle ne se convertira au luthéranisme qu'en 1825, après la mort de son père, qui était rabbin. Elle est la grand-tante des frères Gerard Philips et Anton Philips (en), fondateurs de la société néerlandaise Philips. Karl Marx est baptisé dans le luthéranisme en 1824 et confirmé à l'église de la Trinité de Trèves en 1834. Bien que son père respecte la tradition juive en donnant à son fils le prénom de son grand-père, Karl Heinrich Mordechai, il n'est pas élevé de façon religieuse et il n'y a aucune preuve que la famille Marx ait pratiqué la religion luthérienne ou juive.

### Études
Il entre au lycée Frédéric-Guillaume de Trèves (de) en 1830. Après avoir obtenu son Abitur, il entre à l'université, d'abord à Bonn en octobre 1835 pour étudier le droit et reçoit un certificat de fin d'année avec mention de « l'excellence de son assiduité et de son attention », puis à Berlin à l'université Friedrich-Wilhelm à partir de mars 1836 où il se consacre davantage à l'histoire et à la philosophie. Il finit ses études en 1841 par la présentation d'une thèse de doctorat : Différence de la philosophie de la nature chez Démocrite et Épicure (Differenz der demokritischen und epikureischen Naturphilosophie). Marx est reçu in absentia docteur de la faculté de philosophie de l'université d'Iéna le 15 avril 1841.

### Engagement
À Berlin, il appartient au cercle des « hégéliens de gauche », dénommés aussi « jeunes hégéliens » (avec Bruno Bauer et d'autres) qui cherchent à tirer des conclusions athées et révolutionnaires de la philosophie de Hegel.
L'hégélien de gauche Ludwig Feuerbach s'était lancé dans une critique de la théologie à partir de 1836 et avait commencé à se tourner vers le matérialisme (par opposition à l'idéalisme hégélien). En 1841, cette orientation matérialiste prend le dessus dans sa philosophie (L'essence du christianisme) et se combine avec la dialectique dite idéaliste de Hegel pour lui donner un caractère scientifique et historique saisissant le réel dans la logique de son évolution. Cette position se heurte à la politique du gouvernement prussien qui avait enlevé à Feuerbach sa chaire en 1832, puis lui avait interdit de revenir à l'université en 1836. Pour finir, les mêmes autorités interdisent à Bruno Bauer, autre grande figure de l'hégélianisme de gauche, d'enseigner à Bonn en 1841. Marx, après avoir obtenu son diplôme universitaire, part pour Bonn avec l'espoir d'y devenir professeur. Mais face à cette politique du gouvernement, il abandonne l'idée d'une carrière universitaire.

### Le journal d'oppositionRheinische Zeitung
Au début de 1842, certains bourgeois libéraux de Rhénanie, en contact avec les hégéliens de gauche, créent à Cologne un journal d'opposition au clergé catholique, la Rheinische Zeitung (« Gazette rhénane »). Il s'agissait au départ, dans l'intérêt de la Prusse protestante, de faire pièce à la Gazette de Cologne (Die Kölnische Zeitung) et à ses points de vue ultra-montains, mais les rédacteurs développent en fait une « tendance subversive », beaucoup plus indépendante et radicale. Ils proposent à Marx et Bruno Bauer d'en devenir les principaux collaborateurs. Marx s'installe dans un premier temps à Bonn, et écrit plusieurs articles pour défendre la liberté de la presse. Moses Hess participe également au journal. En octobre 1842, Marx en devient le rédacteur en chef et s'installe à Cologne.
La tendance démocratique révolutionnaire du journal s'accentue sous la direction de Marx. Le gouvernement réagit en lui imposant une double, puis une triple censure. Puis, le 1er janvier 1843, il l'interdit. Marx est contraint de démissionner avant cette date, mais cela ne sauve pas le journal, qui suspend sa publication en mars 1843.
L'un des principaux articles de Marx dans la Rheinische Zeitung est celui consacré aux conditions de vie des vignerons de la vallée de la Moselle. Ce reportage, ainsi que l'ensemble de ses activités journalistiques, lui fait prendre conscience de ses insuffisances en matière d'économie politique et le pousse à se lancer dans une étude en profondeur de celle-ci.

### Mariage et famille
En 1843 à Bad Kreuznach, Marx épouse une amie d'enfance, Jenny von Westphalen, avec laquelle il s'était fiancé étudiant. Sa femme est issue de la noblesse rhénane, son frère aîné deviendra ministre de l'Intérieur du royaume de Prusse au cours d'une des périodes les plus réactionnaires que connut ce pays, de 1850 à 1858.

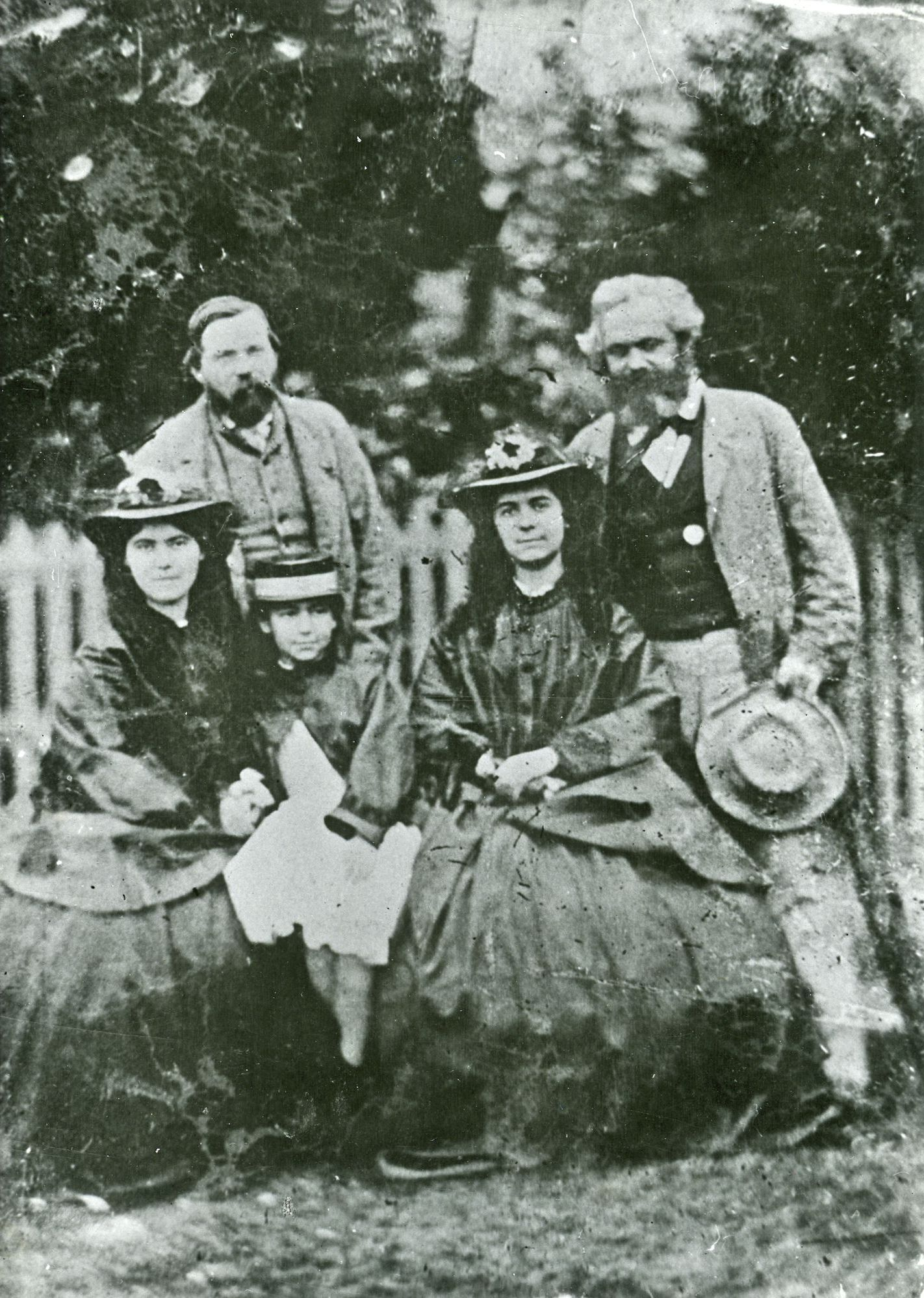
Karl Marx, ses trois filles Jenny, et Friedrich Engels.

Le couple a eu six enfants, mais seules trois filles parviendront à l'âge adulte :
- Jenny Caroline (1844-1883), qui épouse en 1872 Charles Longuet, personnalité de la Commune de Paris.
- Jenny Laura (1845-1911) qui épouse en 1868 Paul Lafargue, socialiste français qui laisse dans ses Souvenirs personnels sur Karl Marx une biographie intimiste du philosophe
- Jenny Julia Eleanor (1855-1898) qui vécut en couple avec un Britannique, Edward Aveling.

Outre ceux qui sont parvenus à l'âge adulte, Marx a eu trois autres enfants :
- Edgar (1847-1855) dont la mort semble avoir été très douloureuse pour le couple de Karl et Jenny Marx.
- Heinrich Guido (1849-1850)
- Franziska (1851-1852).

Karl Marx aurait également eu un fils naturel, Frederick Demuth (1851-1929), issu d'une relation avec la domestique de la famille, Helene Demuth. Frederick Demuth fut reconnu par Friedrich Engels.
Les deux premiers gendres de Marx semblent l'avoir beaucoup admiré et s'être inspirés de lui dans leurs engagements, Paul Lafargue fut même avec Jules Guesde un des fondateurs du Parti socialiste de France, parti marxiste qui fusionna plus tard avec le Parti socialiste français de Jean Jaurès et quelques autres partis de moins grande ampleur en formant la SFIO. Charles Longuet est le père de Jean Longuet qui eut un rôle déterminant durant le congrès de Tours de 1920, dans l'opposition à Lénine et à la SFIC, futur PCF. Marx entretint des relations parfois conflictuelles avec ces deux gendres, ainsi qu'avec un prétendant d'Eleanor, Hippolyte Prosper Olivier Lissagaray, ancien communard comme Longuet. Marx écrivit d'ailleurs à Engels dans une lettre datée du 11 novembre 1882 : « Longuet se conduit comme le dernier des proudhoniens et Lafargue comme le dernier des bakouninistes. Que le diable les emporte, ces oracles patentés du socialisme scientifique ! ».
Ses enfants comme ses amis l'appellent « le Maure », son surnom préféré qui lui a été donné lors de ses études à Berlin à cause de son teint foncé, de sa barbe et de ses cheveux d'un noir d'ébène mais qui fait aussi référence à sa judéité.

### Annales franco-allemandes
À l'automne 1843, fuyant la censure prussienne, Marx gagne Paris. Le 11 novembre 1843, Marx et sa femme s'installent au 38 rue Vaneau, près d'autres réfugiés allemands. Son projet est de publier un journal radical à l'étranger avec Arnold Ruge (1802-1880). Un seul numéro des Annales franco-allemandes est édité. La publication s'interrompt du fait des grosses difficultés dans la distribution clandestine du journal en Allemagne et aussi par suite de désaccords entre Marx et Arnold Ruge. Les articles de Marx montrent que celui-ci se positionne déjà comme un révolutionnaire défendant une « critique impitoyable de tout l'existant » (même si « l'arme de la critique ne peut pas remplacer la critique des armes ») comptant sur les masses et le prolétariat pour changer l'ordre des choses, et non plus sur quelques dirigeants éclairés.
C'est à la même époque que Ludwig Feuerbach rédige ses Principes de la philosophie de l'avenir. « Il faut avoir vécu par soi-même l'effet libérateur de ces livres », écrira plus tard Engels, qui ajoute : « Nous devînmes tout d'un coup tous des feuerbachiens ».

### Rencontre avec Engels

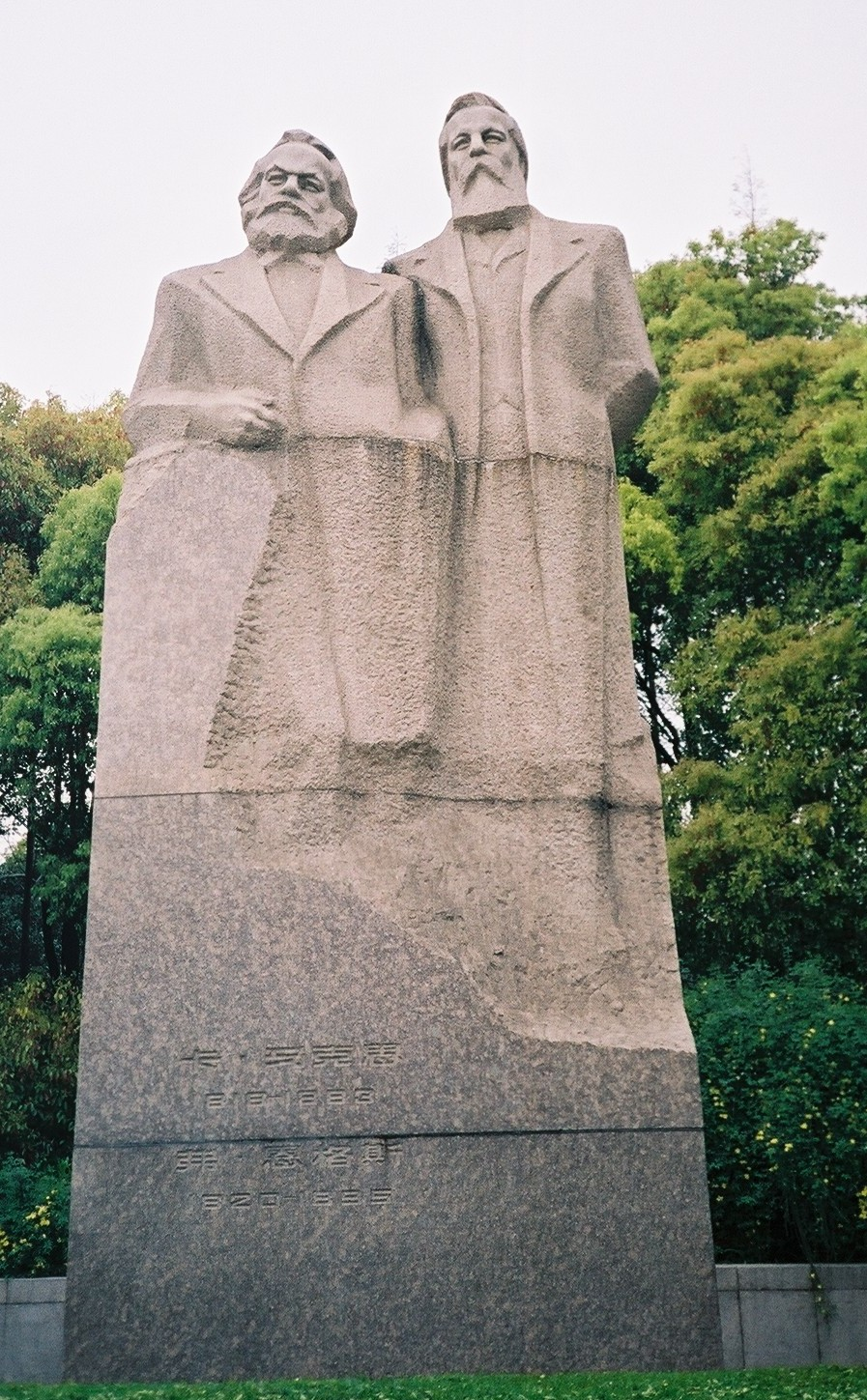
Monument à Marx et Engels à Shanghai.

En septembre 1844 à Paris, Marx revoit Friedrich Engels qu'il n'avait fait que croiser auparavant ; c'est le début d'une profonde amitié. Étudiant par lui-même la philosophie, Engels était devenu partisan de Hegel tout en rejetant le soutien que celui-ci avait apporté à l'État prussien. En 1842, il avait quitté Brême pour prendre un poste dans une firme commerciale de Manchester dont son père était l'un des propriétaires. Là, il avait rencontré la misère prolétarienne dans toute son ampleur et en avait étudié systématiquement les conditions (La condition des classes laborieuses en Angleterre, 1845).
Peu après leur rencontre, Marx et Engels travaillent de concert à leur première œuvre commune, La Sainte Famille, dans laquelle ils s'attaquent à la philosophie critique de Bruno Bauer dont ils avaient été proches. Vient ensuite L'Idéologie allemande (essentiellement rédigée par Marx), principalement axée autour d'une critique très virulente de Max Stirner intitulée « Saint Max » et qui occupe près des deux tiers de l'ouvrage. Cet ouvrage défend une conception matérialiste de l'Histoire qui dépassait la conception du matérialisme de Feuerbach. Par une critique sévère de Stirner, Marx et Engels marquent ainsi une rupture non seulement avec Feuerbach, mais également avec Proudhon. Mais l'ouvrage ne trouve pas d'éditeur, et il ne sera publié que près d'un siècle plus tard. Dans les Thèses sur Feuerbach, court texte retrouvé dans le même manuscrit, Marx écrit (Thèse XI) : « Les philosophes n'ont fait qu'interpréter le monde de diverses manières ; ce qui importe, c'est de le transformer ».

#### Misère de la philosophie: critique de Proudhon
Marx et Engels prennent une part active dans la vie alors bouillonnante des groupes révolutionnaires parisiens. Beaucoup d'entre eux étaient particulièrement influencés par les doctrines de Pierre-Joseph Proudhon qui est alors une sorte de conseil juridique d'une entreprise de péniches que d'anciens amis de collège avaient créée à Lyon. Marx avait témoigné une certaine admiration pour ce philosophe, parlant ainsi de l'ouvrage illustre de Proudhon, Qu'est-ce que la propriété ? (1840) : « L'ouvrage de Proudhon, Qu'est-ce que la propriété ?, a, pour l'économie politique moderne, la même importance qu'a pour la politique moderne l'ouvrage de Sieyès Qu'est-ce que le Tiers-État ? ». Ils se rencontrent fin 1844 ou début 1845 lors d'un séjour de Proudhon à Paris (25 septembre 1844 - fin février 1845). Marx quitte la France le 1er février 1845, à la suite d'un décret d'expulsion en date du 25 janvier. Dans une lettre du 5 mai 1846, il invite Proudhon à se joindre à un projet d'association internationale d'intellectuels socialistes : « quant à la France, nous croyons tous que nous ne pouvons y trouver un meilleur correspondant que vous ». Les réserves émises par Proudhon dans son acceptation font, à juste titre, comprendre à Marx qu'il s'agit d'une fin de non recevoir. En octobre de la même année paraît le Système des contradictions économiques ou Philosophie de la misère. Marx en fait une critique très sévère dans Misère de la philosophie. L'avant-propos montre le caractère polémique et ironique du style de Marx : « En France, il [Pierre-Joseph Proudhon] a le droit d'être mauvais économiste, parce qu'il passe pour un bon philosophe allemand. En Allemagne, il a le droit d'être mauvais philosophe, parce qu'il passe pour être un économiste des plus forts. Nous, en notre qualité d'Allemand et d'économiste, nous avons voulu protester contre cette double erreur. »
De son côté, Proudhon jugera ainsi la Misère de la philosophie de Marx : « Marx est le ténia du socialisme » (Carnet, 24 septembre 1847). « Contradictions économiques. - Tous ceux qui en ont parlé jusqu'ici l'ont fait avec une suprême mauvaise foi, envie ou bêtise ». Ch. Marx, Molinari, Vidal, Univers religieux […] (Carnet, 20 novembre 1847). Proudhon lira en partie le livre de Marx (jusqu'au chapitre II, § 3) et portera en marge des notes manuscrites. Il prêtera ensuite son exemplaire à deux amis (Crémieux et, peut-être, Grün) qui annoteront également l'ouvrage. À part un « oui » chap. I, § 2, les notes de Proudhon commencent au chap. II. Les mots de « Calomnie », « Absurde », « Faux », « Pasquinade » se succèdent. Certaines notes expliquent pourquoi Proudhon qualifie Marx de « ténia » dans son Carnet : « Mensonge : C'est précisément ce que je dis » ; « Faux. Qui vous parle de cela ? Quand je dis positivement le contraire ! » ; « Quelle bêtise après ce que j'ai écrit — En vérité Marx est jaloux » ; « J'ai dit tout cela. Marx fait comme Vidal » (Dans ses Carnets Proudhon accuse Vidal de le piller) ; « Plagiat de mon chapitre Ier » ; « Allons mon cher Marx, vous êtes de mauvaise foi, et tout à la fois vous ne savez rien » ; « Le véritable sens de l'ouvrage de Marx, c'est qu'il a le regret que partout j'ai pensé comme lui, et que je l'aie dit avant lui. Il ne tient qu'au lecteur de croire que c'est Marx qui, après m'avoir lu, a le regret de penser comme moi ! Quel homme ! »
Sur la demande insistante du gouvernement prussien, Marx, considéré comme un dangereux révolutionnaire, est chassé de Paris en 1845 par le président du Conseil, Guizot. Il arrive alors à Bruxelles. La maison qu'il occupe au 42, rue d'Orléans (actuellement 50 de la rue Jean d'Ardenne) à Ixelles entre octobre 1846 et février 1848 sert de point de rencontre à tous les opposants politiques. Marx participe à l'Association démocratique de Bruxelles, dont il est élu vice-président. Son président est Lucien Jottrand.
Au printemps 1847, Marx et Engels rejoignent un groupe politique clandestin, la Ligue des communistes. Ils y prennent une place prépondérante lors de son second congrès à Londres en novembre 1847. À cette occasion, on leur demande de rédiger le Manifeste de la Ligue, connu sous le nom de Manifeste du parti communiste, qui paraît en février 1848.

### Révolutions de 1848
À l'éclatement de la révolution française de février 1848, Marx quitte la Belgique pour revenir à Paris. Avec l'extension de la révolution à l'Allemagne, il part pour Cologne pour y devenir rédacteur en chef de la Neue Rheinische Zeitung (la « Nouvelle Gazette rhénane ») publiée du 1er juin 1848 au 19 mai 1849.
Avec la victoire de la contre-révolution, Marx est poursuivi devant les tribunaux, notamment pour avoir publié dans la Gazette une proclamation du révolutionnaire en exil Friedrich Hecker. Il se défend devant les jurés en déclarant : « Le premier devoir de la presse est donc de miner toutes les bases du système politique actuel ». Il est acquitté le 9 février 1849, mais le gouvernement l'expulse le 16 mai de la même année, bien qu'il soit sujet prussien.
Il retourne alors à Paris dont il est de nouveau chassé après la manifestation du 13 juin 1849. Il part ensuite pour Londres où il résidera le restant de ses jours. Sa sœur, Louise, lui rend visite dans la capitale anglaise en 1853, alors qu'elle est en route avec son mari pour s'installer dans la colonie du Cap.
La vie de Marx en exil est extraordinairement difficile comme en témoigne sa correspondance. Le soutien financier d'Engels, également installé en Angleterre, lui permet de survivre. Malgré ce soutien, Marx et sa famille doivent faire face à une extrême misère : « Ma femme est malade, la petite Jenny est malade, Léni a une sorte de fièvre nerveuse. Je ne peux et je ne pouvais appeler le médecin, faute d'argent pour les médicaments. Depuis huit jours, je nourris la famille avec du pain et des pommes de terre, mais je me demande si je pourrais encore me les procurer aujourd'hui » (à Engels, 4 septembre 1852). L'un de ses enfants, Edgar, meurt de sous-alimentation.
Il écrit alors une série de sept articles, rassemblés sous le titre Le 18 brumaire de Louis Bonaparte, décrivant les débuts de la Deuxième République française et son évolution vers le coup d'État du 2 décembre 1851 aboutissant au Second Empire. Jusqu'à la fin de l'année 1862, alors qu'il vient d'entamer la rédaction du Capital, la situation reste critique malgré l'aide d'Engels, lui-même en difficulté financière en raison de la crise américaine, et de son oncle Lion Philips qui lui consent une avance sur héritage. En 1864, sa situation financière s'améliore grâce à l'héritage de sa mère, qui avait toujours refusé de lui verser la part qui lui revenait de celui de son père et ne lui aura fait grâce que de quelques dettes anciennes, mais le train de vie de la famille Marx reste d'un niveau modeste.

### New-York Tribune
À la suite de l'invitation de Horace Greeley proche du fouriérisme, Marx consacre une grande partie des années 1850 à rédiger des centaines d'articles « alimentaires » pour des journaux comme le New-York Tribune, tout en se livrant à des recherches approfondies en économie, histoire, politique, etc. Les articles du New-York Tribune étaient une « guerre secrète » contre Henry Charles Carey,,. Dans le même temps, il reste en correspondance avec les révolutionnaires du continent et rédige des brochures politiques en lien avec l'actualité. Il passe aux yeux des gouvernants prussiens pour le chef d'une organisation de conspirateurs, alors que la Ligue des communistes n'existe plus depuis son auto-dissolution en 1852. Il est en fait isolé. Sa situation économiquement précaire ralentit son travail.

### Retour aux écrits politiques
Ce n'est qu'en 1859 qu'il achève et publie la Contribution à la critique de l'économie politique. Y sont présents tous les éléments essentiels du Capital, en particulier la loi de la valeur. Marx écrit à cette époque : « Je ne pense pas qu'on ait jamais écrit sur l'argent tout en en manquant à ce point ».
En 1859, il sort de son isolement politique pour participer au journal germanophone Das Volk, en lien avec les regroupements qui s'opèrent dans le mouvement ouvrier allemand et qui vont déboucher sur la constitution par Ferdinand Lassalle du premier véritable parti ouvrier allemand (ancêtre du SPD).
En 1867, Marx publie enfin, après plus de vingt ans d'un travail harassant, la première partie de son ouvrage Le Capital, il part à Hambourg à cet effet. Mais le livre sort dans l'indifférence, les mille exemplaires publiés mettront quatre ans à être écoulés.
Il continue son travail pour achever les deux tomes suivants mais, malade et manquant de temps, il ne laissera que des brouillons inachevés, qui seront mis en forme, achevés et publiés par Engels après la mort de Marx.

### L'Internationale des travailleurs
En 1864, il rédige l’Adresse inaugurale de l'Association internationale des travailleurs, qui se fonde alors. Cette adresse devient l'âme de cette « Première Internationale ». Tout l'effort de Marx dans la rédaction de cette inauguration tend à unifier le mouvement ouvrier qui connaît toutes sortes de formes de regroupements se réclamant du socialisme sur des bases diverses et contradictoires (Mazzini en Italie, Proudhon en France, plus tard Michel Bakounine en Suisse, syndicalisme britannique, lassalliens en Allemagne, etc.). C'est pour introduire le congrès de Genève de l'AIT que Marx rédige ce qui deviendra plus tard son livre Salaire, prix et profits.
La Commune de Paris est écrasée en 1871. Marx rédige un texte qui est adopté par l'Internationale : La Guerre civile en France. Karl Marx tire la conclusion que le prolétariat ne peut pas se contenter de s'emparer de la machine d'État pour la faire fonctionner à son profit : il devra la détruire de fond en comble. Marx salue la nouvelle démocratie apparue avec la Commune : le principe de l'éligibilité et la révocabilité des responsables à tous les niveaux de la société (exécutif, législatif, judiciaire). Ce texte fait grand bruit, et le nom de l'auteur est alors révélé : Karl Marx acquiert pour la première fois une certaine renommée, y compris au sein du mouvement ouvrier.

#### Conflit entre Marx et Bakounine
Des divergences importantes apparaissent au sein de l'Internationale. En 1872, deux bakouniniens sont exclus, du fait de leur constitution en fraction secrète mais aussi à cause de la dégradation des rapports entre Marx et l'anarchiste Bakounine. Une scission affecte alors l'AIT. S'y ajoutant la quasi-disparition du mouvement ouvrier en France du fait de la violente répression de la Commune, l'AIT cesse pratiquement d'exister en Europe (une partie importante des militants de l'Internationale ont préféré suivre les principes fédéralistes prônés notamment par Bakounine). Le Conseil général de l'AIT de Londres est transféré à New York et une internationale ouvrière fédéraliste se constitue la même année.
L'opposition de Marx vis-à-vis de Bakounine ne l'empêche cependant pas d'avoir des affinités avec l'anarchisme, par exemple dans les Prétendues Scissions dans l’Internationale en 1872, Marx dit ceci :

« Tous les socialistes entendent par anarchie ceci : le but du mouvement prolétaire, l’abolition des classes, une fois atteint, le pouvoir de l’État, qui sert à maintenir la grande majorité productrice sous le joug d’une minorité exploiteuse peu nombreuse, disparaît et les fonctions gouvernementales se transforment en de simples fonctions administratives. »

### Fin de vie

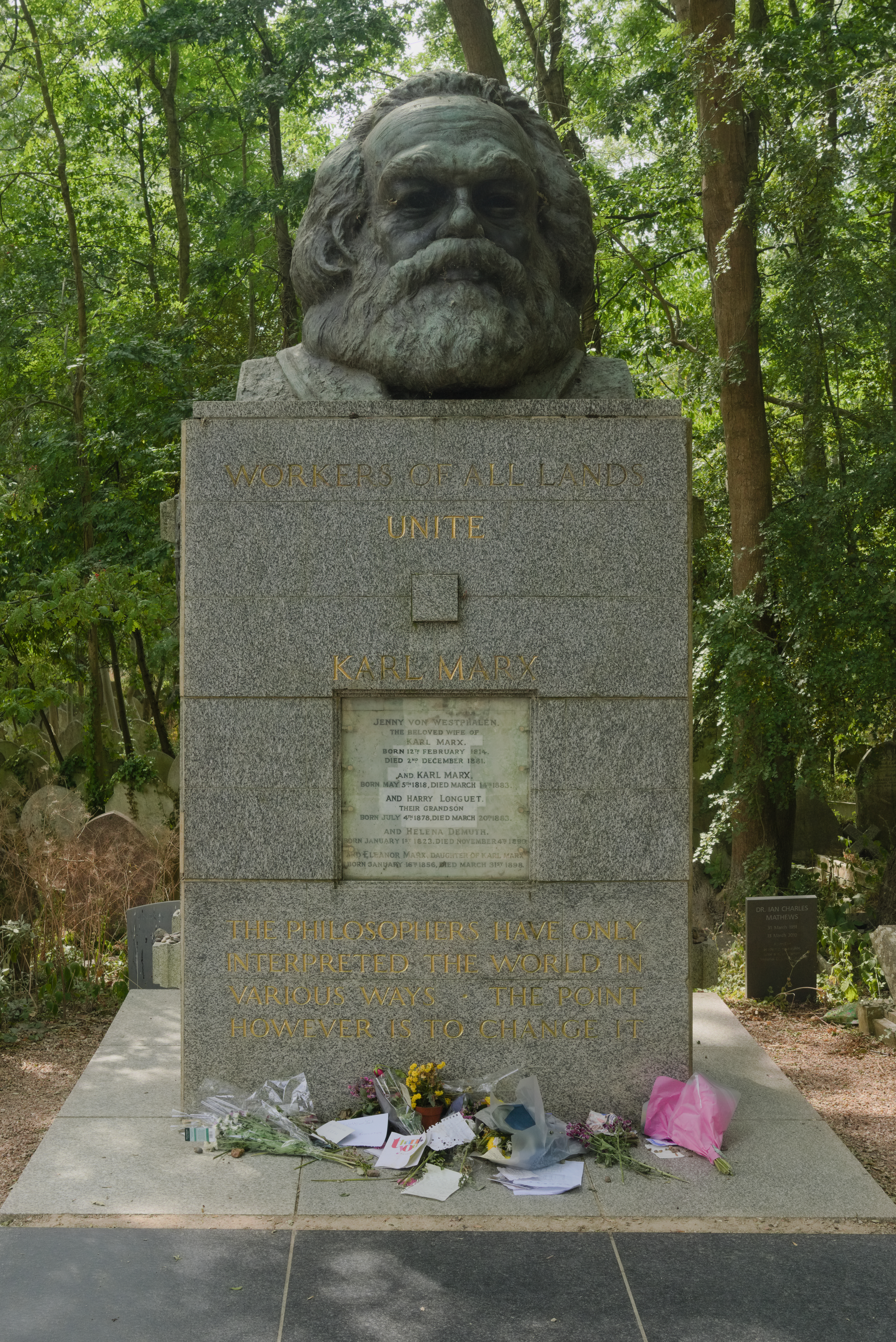
Tombe de Marx à Londres (il avait pour sa part souhaité une tombe très simple).

La santé de Marx est minée par son travail politique inlassable d'organisation de l'Internationale et la rédaction encore plus épuisante de son œuvre. Il laisse pour l'essentiel à Engels le soin de suivre les développements du SPD, même si en 1875 Marx écrit une critique très sévère du programme de Gotha du SPD. Karl Marx se consacre ensuite essentiellement à l'achèvement du Capital, pour lequel il collecte une masse considérable de nouveaux matériaux et, en plus des langues vivantes qu'il maîtrisait déjà (français, anglais, italien et allemand), apprend le russe. Il étudie aussi les sciences exactes ainsi que les travaux en anthropologie économique
Toutefois, sa santé déclinante l'empêche d'achever les deux derniers volumes du Capital. Engels se chargera par la suite de rassembler et de mettre en forme ses notes afin de publier des matériaux partiels.
Les idées de Marx gagnent en notoriété et en influence dans les milieux socialistes, grâce entre autres au travail de vulgarisation accompli par Paul Lafargue, gendre de Marx. Mais Marx lui-même est peu convaincu par le messianisme révolutionnaire et utopiste des disciples du marxisme, notamment français ; commentant aussi bien les travaux de son gendre que les discours de Jules Guesde, il écrit : « Si c'est cela le marxisme, ce qui est certain c'est que moi, je ne suis pas marxiste »,. De plus, également vers la fin de sa vie, il déconseille que l'on se réfère à son nom dans le programme du nouveau parti socialiste anglais, écrivant dans sa lettre à Hyndman le 2 juillet 1881 : « Cependant, en dehors de vos raisons plutôt humoristiques, je suis décidément d'avis qu'en nommant Le Capital et son auteur, cela aurait été une grosse gaffe. Dans les programmes de partis, il faut tout éviter qui laisse apparaître une dépendance directe à tels auteurs ou à tels livres. »
Jenny, sa femme, qui l'a toujours fidèlement soutenu, meurt le 2 décembre 1881. En 1882, épuisé par la maladie, Marx se rend à Alger de février à mai, afin de se soigner. Sa toux tenace l'empêche de visiter le pays. C'est à ce moment qu'il se fait photographier pour la dernière fois. Le docteur Stéphan, qui le soigne, ne parvient pas à enrayer sa maladie. Marx se plaint de la solitude dans une lettre à Engels : « Dis à mes filles de Londres qu'elles doivent écrire au vieux Nick, sans attendre que lui-même leur écrive ». Il rembarque le 2 mai et séjourne brièvement à Monaco puis Enghien, afin de remonter à Argenteuil, près de Paris, où demeure sa fille Jenny Longuet.
Quelques mois plus tard, Marx s'éteint paisiblement dans son fauteuil, le 14 mars 1883, mort de la tuberculose. Il est enterré près de sa femme dans le cimetière de Highgate à Londres. Les deux époux avaient rompu avec leur milieu social et restèrent fidèles, dans l'adversité comme dans la misère, à un idéal d'émancipation humaine.
Ironie du sort quand on connaît sa critique de l'argent, depuis l'été 2015, la visite de sa tombe est payante et coûte de quatre à six livres sterling.

## Philosophie

### Matérialisme philosophique

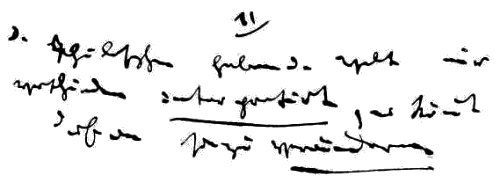
Autographe de Karl Marx reprenant la célèbre 11e thèse sur Feuerbach (1845) : « Die Philosophen haben die Welt nur verschieden interpretiert, es kömmt drauf an, sie zu verändern. »

S'inspirant du matérialisme antique (sa thèse d'admission au doctorat portait sur l'atomisme de Démocrite et Épicure et sa théorie du clinamen, qui lui permettait de préserver la liberté de la volonté humaine au sein d'une théorie physique déterministe) et se voulant une critique de l'économie politique, la pensée de Karl Marx est résolument matérialiste : « L'histoire de toute société jusqu'à nos jours est l'histoire de luttes de classes », écrit-il ainsi dans le Manifeste communiste, rédigé peu avant les Révolutions de 1848. Comme Marx le remarque dans les Thèses sur Feuerbach, « les philosophes n'ont fait jusqu'ici qu'interpréter le monde, il s'agit maintenant de le transformer ». C'est en cela que le marxisme peut être vu comme un dépassement de la philosophie.
Marx veut remettre « la dialectique hégélienne sur ses pieds », et estime donc que c'est la matière qui est première, et non l'esprit, c'est-à-dire que « le mouvement de la pensée n'est que le reflet du mouvement réel, transporté et transposé dans le cerveau de l'Homme » (Le Capital). Il rompt ainsi avec l'idéalisme de la Phénoménologie de l'Esprit de Hegel, ainsi qu'avec l'Idéalisme allemand, pour lequel les objets sont de simples copies de « l'Idée » et pour lequel le « mouvement réel » de l'Esprit absolu dans l'Histoire (Hegel) ne prend conscience de lui-même que dans la conscience du philosophe.
Le matérialisme selon Marx ne s'arrête pas à la dimension purement physique de l'Homme, comme c'était le cas de ses prédécesseurs. Marx insiste sur le « matérialisme social » qui fait (réalise) l'Homme, c'est-à-dire toutes les relations sociales qui le construisent (la famille, les rapports hiérarchiques, la réalisation (objet) de son travail au sein de la société et les formulations qu'il en donne, etc.).
Selon Jacques Ellul, il n'existe pas pour Marx une « nature humaine », mais une « condition humaine », qui varie selon les époques. Marx parle de « Gattungwesen ».
Cependant, Marx reproche à l'ancien matérialisme le fait qu'il conçoive l'être humain comme une abstraction, et non comme le produit de l'ensemble de tous ses rapports sociaux, le fait qu'il ne serait pas historique, etc., ce qu'il qualifie de matérialisme « vulgaire » par son aspect mécaniste.
Pour transformer politiquement la société, Marx précise qu'il est d'abord nécessaire de décrire le monde social tel qu'il est, et non pas tel qu'il devrait être :

« Nous ne nous présentons pas au monde en doctrinaires avec un principe nouveau : voici la vérité, à genoux devant elle ! Nous apportons au monde les principes que le monde a lui même développés dans son sein. Nous ne lui disons pas : laisse là tes combats, ce sont des fadaises ; nous allons te crier le vrai mot d’ordre du combat. Nous lui montrons seulement pourquoi il combat exactement, et la conscience de lui-même est une chose qu’il devra acquérir, qu’il le veuille ou non. La réforme de la conscience consiste simplement à donner au monde la conscience de lui-même, à le tirer du sommeil où il rêve de lui-même, à lui expliquer ses propres actes. Tout ce que nous visons ne peut rien être d’autre que de réduire, comme Feuerbach l’a déjà fait avec sa critique de la religion, les questions religieuses et politiques à leur forme humaine consciente d’elle-même. Il nous faut donc prendre pour devise : réforme de la conscience, non par des dogmes, mais par l’analyse de la conscience mythifiée et obscure à elle-même, qu’elle apparaisse sous une forme religieuse ou politique. »

### Dialectique
La dialectique hégélienne, essentiellement formulée sur une base idéaliste, considère la réalité des choses et des pensées comme « un processus, c'est-à-dire comme étant engagé dans un mouvement, un changement, une transformation et une évolution » au lieu de croire que « les choses et leurs reflets dans la pensée, les concepts, sont des objets d'étude isolés, à considérer l'un après l'autre et l'un sans l'autre, fixes, rigides, donnés une fois pour toutes ». Selon le mode de pensée dialectique décrit par Engels, le monde ne peut ainsi être considéré que comme une succession de processus complexes où les choses et les concepts (y compris les reflets qui s'y impriment dans le cerveau de celui qui pense) sont en constant développement alternant entre l'être et le devenir quant à une finalité (Dieu). Selon Hegel, ce développement est une évolution discontinue, faite de bonds, de catastrophes, mue d'impulsions internes, de contradictions, etc., allant vers une finalité prédéterminée : l'Absolu.
Marx reprend la logique hégélienne et en retient la notion de l'aliénation, dont il tire une théorie concrète, fondement de ce qui a été appelé matérialisme dialectique (le terme n'est pas de Marx lui-même, qui ne l'a jamais employé, mais il a été utilisé par certains marxistes pour désigner la redéfinition de la dialectique opérée selon eux par Marx et Engels,). Chez Marx, la dialectique est une méthode permettant d'analyser les relations contradictoires entre les forces sociales dans une période historique donnée, et en déduire un mouvement historique. Marx, pour étudier une réalité objective déterminée, analyse les aspects et éléments contradictoires de cette réalité, sans négliger le fait que la réalité doit être analysée dans son unité, c'est-à-dire dans son mouvement. La recherche doit s'approprier son objet en analysant et découvrant les relations internes des éléments qui le composent. La méthode marxiste, s'inspirant de Hegel, affirme que l'analyse suffisamment approfondie de toute réalité atteint des éléments contradictoires, et insiste sur le fait que la réalité à atteindre par analyse est une réalité en mouvement. Chaque objet étudié ayant son originalité, le savant doit se proposer d'atteindre la loi propre de cet objet, à savoir son devenir. La « dialectique marxiste » diffère de la dialectique hégélienne en ce que sa méthode se défie de l'abstraction et affirme que l'idée générale ne dispense pas de saisir en lui-même chaque objet. Les éléments d'un objet d'étude, par exemple un pays donné, sont analysés en tenant compte de leur réalité concrète, à savoir, s'agissant d'un pays, ses groupes concrets de populations et leurs rapports de classe concrets (capital, salariat). L'analyse rencontre partout des éléments contradictoires et indissociables et doit les distinguer sans perdre leur lien. Pour Marx, l'exposition du tout concret à partir de ses éléments est la seule méthode scientifique : la méthode dialectique analyse chaque élément dans ses conditions concrètes qui, prises dans le mouvement réel, acquièrent un caractère historique. L'analyse vise alors à exposer et à comprendre la totalité que constitue la structure économique et sociale, l'effort intellectuel se basant sur la connaissance de cette totalité concrète et non sur des conceptions abstraites.

### Matérialisme historique
Karl Marx et Friedrich Engels entreprennent de bâtir une conception cohérente de l'histoire alors qu'ils rédigent, en 1845-1846, L'Idéologie allemande. L'ouvrage reste longtemps inédit et n'est publié dans sa version intégrale qu'en 1932. L'effet de cette réflexion, qui aboutit à l'exposé des principes fondamentaux de la conception matérialiste de l'histoire, se ressent cependant dès lors sur les œuvres postérieures, dès l'époque de la rédaction du Manifeste du Parti communiste. Marx rompt avec les conceptions « idéalistes » du mouvement historique que l'on trouve chez Hegel et Proudhon ; lui-même n'emploie pas le terme de « matérialisme historique », mais l'expression de « conception matérialiste de l'histoire ». En 1859, Marx fait précéder le premier fascicule de sa Contribution à la critique de l'économie politique d'un avant-propos dans lequel il détaille ce qui sert de « fil conducteur » à ces travaux : dans ce texte, il résume ce qui prend par la suite le nom de « matérialisme historique ». L'expression elle-même est créée par Engels en 1892.
Ce que cherche Marx à travers le matérialisme historique, c'est de trouver pourquoi des changements ou des révolutions dans les arts, les sciences, la philosophie, le juridique, etc. surviennent à des moments différents selon les pays et pourquoi ils sont différents selon les époques. Selon le conseilliste marxiste Anton Pannekoek, « le matérialisme historique retourne aux causes d’où proviennent ces idées : les besoins sociaux qui sont déterminés par les formes de la société ».

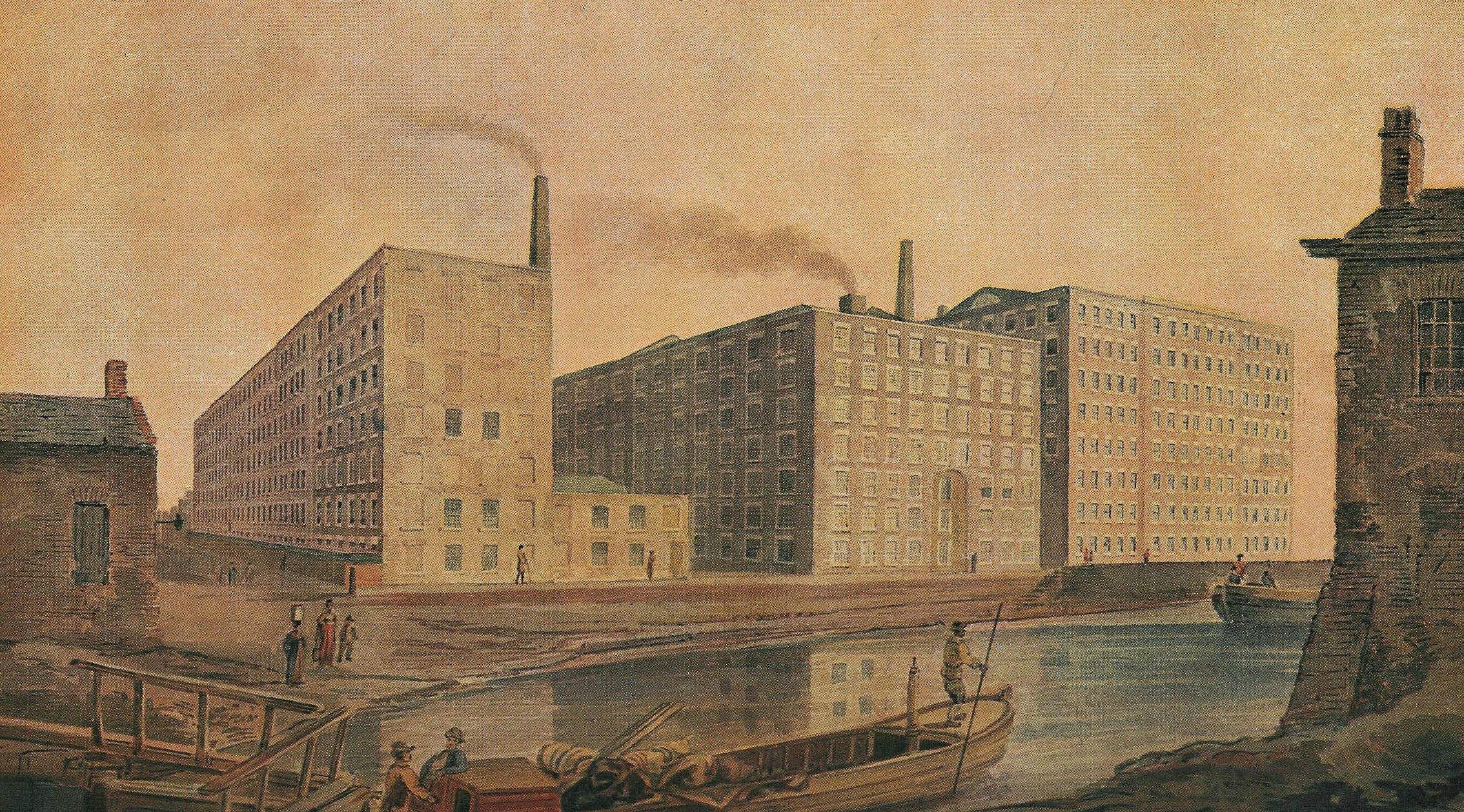

Pour Marx, les êtres humains ne peuvent survivre sans organisations. Or, ces dernières sont en grande partie déterminées par les modes de production qui ne peuvent être changés graduellement. Les modes de production à leur tour déterminent les relations de classe. « La technologie, dit Marx, met à nu le mode d'action de l'Homme vis-à-vis de la nature, le procès de production de sa vie matérielle, et, par conséquent, l'origine des rapports sociaux et des idées ou conceptions intellectuelles qui en découlent (Le Capital, livre I) ». Ainsi, le travail, par les améliorations techniques que son évolution implique, conduit à transformer les structures de la société. Qu'on pense seulement à la différence entre le travail d'un paysan du siècle dernier et un informaticien, ou bien, pour reprendre un exemple de Karl Marx, extrait de Misère de la philosophie :

« En acquérant de nouvelles forces productives, les hommes changent leur mode de production, et en changeant le mode de production, la manière de gagner leur vie, ils changent tous leurs rapports sociaux. Le moulin à bras vous donnera la société avec le suzerain ; le moulin à vapeur, la société avec le capitalisme industriel. »

Malgré tout, le déterminisme marxien n'est que partiel. En effet, si l'« être social explique la conscience sociale : dans la production sociale de leur existence, les hommes entrent en des rapports déterminés, nécessaires, indépendants de leur volonté, rapports de production qui correspondent à un degré de développement déterminé de leurs forces productives matérielles. » (Contribution à la Critique de l'Économie Politique), néanmoins l'être humain a son libre arbitre, ses passions , ses intérêts. Toutefois, pour Ernest Mandel, les intérêts de classe sont prédominants sur les intérêts ou les passions individuelles. Il note : « le résultat de la collision de millions de passions, d'intérêts et d'options est essentiellement un effet de logique sociale et non de psychologie individuelle ». La liberté humaine est donc limitée par la lutte des classes. En fait pour Marx la liberté c'est surtout d'avoir du temps de loisir disponible pour développer ses talents, ses potentialités ce que peut faire la classe gouvernante. Le but pour lui est donc de libérer la classe ouvrière en développant assez les forces productives pour limiter le temps de travail des prolétaires et arriver à la société sans classe.
L'État pour Marx est « constitué de groupes de personnes séparés et à part du reste (la majorité) de la société », c'est un instrument de maintien d'une certaine structure sociale et de classes données. L'émergence de la société sans classe permet de s'en passer et d'arriver à une société d'auto-administration. Toutefois avant d'atteindre cette phase ultime, il faut passer pour Marx par la dictature du prolétariat qu'il voit comme un État qui cherche à assurer sa propre dissolution. Karl Marx et Friedrich Engels conçoivent la dictature du prolétariat comme une phase révolutionnaire transitoire, menée par les masses populaires, supposée nécessaire pour abattre le pouvoir de la bourgeoisie. Sur le plan économique, elle se traduit par la suppression de la propriété privée des moyens de production, et donc par la mise en place du collectivisme économique et d'une démocratie au travail via un processus de socialisation des biens. Sur le plan politique, elle s'exprime par une forme de "république démocratique" , par exemple en comportant des élections au mandat impératif (où les élus sont mandatés au suffrage universel et révocables). La période révolutionnaire et transitoire de la dictature du prolétariat conduira progressivement à la phase dite « inférieure » du communisme, liée à un processus de dépérissement de l'État, à la fin de la production marchande et à l'abolition des classes sociales. Ensuite, adviendra le passage à une société communiste dans sa « phase dite supérieure » mettant fin au droit bourgeois, à la division du travail et la fin de l'opposition entre le travail intellectuel et manuel.

### Mouvement de l'Histoire
Au cours de l'Histoire, les progrès techniques permettent d'accroître la production. Après un certain temps, un conflit naît au sein de la société, où les rapports sociaux changent : la classe sociale qui détient les nouvelles techniques prend de l'importance sur la classe sociale dominante, fondée sur l'ancien modèle de production. Exemple : du système féodal où le suzerain possédait les terres et ceux qui la travaillaient, et le rôle du clergé sur la société, on est passé à une société dominée par la bourgeoisie au cours de la révolution industrielle du XVIIIe siècle. Ainsi, selon Marx, est née une nouvelle forme de l'économie : le capitalisme, qui suppose une nouvelle forme de propriété privée, garantie par une institution juridique nouvelle.
Marx, dans son œuvre, a résumé l'histoire humaine en 4 étapes (la cinquième à venir étant, selon lui, la période communiste), correspondant à des techniques et des modes de production différents :
- la communauté primitive
- la société esclavagiste (la société romaine)
- le régime féodal
- le régime capitaliste

Cependant, cette succession de divers rapports sociaux de productions n'est pas linéaire, puisque Marx et Engels ont également conceptualisé un mode de production historique à part, ayant notamment pu exister en parallèle à d'autres modes de productions, c'est-à-dire le mode de production asiatique.
Marx pense que le sens de l'Histoire est à terme inéluctable, et qu'elle aboutit toujours à cette troisième étape, critique, de restructuration sociale. Les rapports de production finissent tôt ou tard par être contestés, par ne plus être adaptés au développement, par être insupportables pour une part importante de la population : les structures de la société, qui paraissaient immuables, doivent alors changer.

### Lutte des classes
La lutte des classes est l'opposition, au sein de la société civile, entre divers groupes de la population, qui se distinguent selon leur mode de vie et l'origine de leurs revenus.
- aristocratie financière : banquiers, boursicoteurs, propriétaires (terres, mines de charbon et de fer, forêts, chemins de fer, etc.). Leurs revenus sont la rente et les intérêts.
- bourgeoisie industrielle : propriétaires des usines, des manufactures et des machines, entrepreneurs. Leurs revenus sont les profits du capital.
- classes laborieuses : ouvriers et paysans. Leur revenu est le salaire de leur force de travail.

Selon la conception matérialiste de l'histoire (appelée aussi matérialisme historique), les oppositions entre ces classes sociales constituent le fil conducteur qui permet de comprendre la succession des sociétés et des périodes historiques. La théorie de la lutte des classes avance qu'exceptées les communautés primitives, toutes les sociétés historiques sont composées de classes en opposition constante (homme libre et esclave, patricien et plébéien, seigneur et serf, patrons et ouvriers), cette opposition étant le moteur même de l'histoire.

#### Origine
L'idée selon laquelle la société n'est pas homogène, mais que ses membres ont des aspirations divergentes, et parfois contradictoires, n'est pas nouvelle. Le concept et l'expression de « lutte des classes » viennent d'historiens contemporains de Marx, notamment français, en particulier de François Guizot (dont il possédait deux ouvrages, Histoire de la civilisation en France et Histoire générale de la civilisation en Europe ; il recensa aussi le livre Pourquoi la révolution d'Angleterre a-t-elle réussi ? Discours sur l'histoire de la révolution d'Angleterre).
François Guizot écrit :

« Le troisième grand résultat de l'affranchissement des communes, c'est la lutte des classes, lutte qui remplit l'histoire moderne. L'Europe moderne est née de la lutte des diverses classes de la société. Ailleurs […] cette lutte a amené des résultats bien différents : en Asie, par exemple, une classe a complètement triomphé, et le régime des castes a succédé à celui des classes, et la société est tombée dans l'immobilité. Rien de tel, grâce à Dieu, n'est arrivé en Europe. Aucune classe n'a pu vaincre ni assujettir les autres : la lutte des classes, au lieu de devenir un principe d'immobilité, a été une cause de progrès : les rapports des diverses classes entre elles, la nécessité où elles se sont trouvées de se combattre et de se céder tour à tour, la variété de leurs intérêts et de leurs passions, le besoin de se vaincre, sans pouvoir en venir à bout, de là est sorti peut-être le plus énergique, le plus fécond principe du développement de la civilisation européenne. »

— Histoire générale de la civilisation en Europe (1838).
Marx confiait volontiers son emprunt. En 1852, il écrivait :

« Ce n'est pas à moi que revient le mérite d'avoir découvert ni l'existence des classes dans la société moderne, ni leur lutte entre elles. Bien longtemps avant moi, des historiens bourgeois avaient décrit l'évolution historique de cette lutte des classes, et des économistes bourgeois en avaient analysé l'anatomie économique. »

— Lettre à Joseph Weydemeyer du 5 mars 1852.

#### Le point de vue de Marx
Marx étudie la manière dont la bourgeoisie moderne est née au sein même de la société féodale, a grandi jusqu'à représenter une force sociale qui est entrée en conflit avec l'ancienne classe dominante des nobles. Après avoir renversé le régime féodal, la bourgeoisie a bouleversé le monde, modifié les rapports sociaux, les valeurs, l'idéologie dominante, et développé les sciences et les techniques à un point inimaginable auparavant.
Toutefois, selon Marx, elle a également fait surgir une nouvelle classe sociale, le prolétariat moderne, c'est-à-dire la classe de tous ceux qui n'ont que leur force de travail à vendre, et dont les intérêts entrent directement en conflit avec ceux de la bourgeoisie. Marx estime que de toutes les classes existantes dans la société moderne, seule la classe ouvrière est réellement capable de transformer la société.

## Économie

### Capitalisme
Le capitalisme naît du développement de l'artisanat dans le régime féodal et de l'apparition de la classe bourgeoise. Le développement de la technique demande de plus en plus à l'artisan de faire appel à de nouveaux travailleurs, qui sont alors sous l'égide du seigneur (les serfs, paysans).
Selon Marx, le capitalisme a deux caractéristiques principales : (1-) des « capitalistes » ayant la propriété privée des moyens de production et des prolétaires n'ayant que leur force de travail à proposer ; (2-) une dynamique animée par les capitalistes, fondée sur l'accumulation de leur capital productif et guidée par la recherche du profit.
Le capitalisme se caractérise ensuite par le développement continu des techniques (idée reprise, plus tard, par Joseph A. Schumpeter), qui permettent de produire de plus en plus. Les prix diminuent alors et font disparaître les entreprises les moins rentables et notamment les plus petites parmi elles, augmentant ainsi la classe prolétarienne. Cette classe a de plus en plus de mal à acheter les marchandises produites par le système, qui entre en contradiction. Une autre contradiction est la concentration du capital dans un petit nombre de mains, situation qui ne peut durer face à l'organisation de la classe prolétarienne.
Du temps de Marx, le capitalisme se caractérise enfin par le fait que le capitaliste et son entreprise ne font qu'un : il y a responsabilité illimitée du capitaliste. Lorsque l'entreprise du capitaliste ne peut pas honorer ses engagements, ce dernier doit les exécuter par ses propres moyens. Ainsi, dans Travail salarié et Capital, Marx écrit : « Le capitaliste achète avec une partie de sa fortune actuelle, de son capital, la force de travail du tisserand tout comme il a acquis, avec une autre partie de sa fortune, la matière première, le fil, et l'instrument de travail, le métier à tisser ». Le capitaliste paye entièrement de sa poche tous les facteurs de production : les moyens de production et la force de travail.
Toutefois, dès les années 1860, deux fondements juridiques distinguent clairement le capitaliste de son entreprise. Ces deux fondements sont : (1-) la « responsabilité limitée » (ex : l'entreprise emprunte pour acheter des machines sans faire prendre de risques financiers au capitaliste) et (2-) la non réalité juridique de l'entreprise (elle ne peut donc être propriétaire de ce qu'elle achète : seul le capitaliste qui détient les actions l'est, même s'il ne met plus un sou dans l'entreprise pour acheter de nouvelles machines).
Aussi, de nos jours, l'entreprise contribue beaucoup plus aux moyens de production que le capitaliste car celui-ci préfère utiliser la « responsabilité limitée » pour limiter ses risques plutôt que de partager les risques avec d'autres capitalistes : dans ce cas, il partage également avec eux la propriété et le pouvoir qui va avec.
D’après Karl Marx, l'une des plus grandes contradictions du capitalisme réside dans la dissociation entre la production du capital et l'Humain. Ceci est de plus en plus vrai dans un monde de plus en plus automatisé ou capitalistique (dans la combinaison productive, on utilise plus de machines et moins d'hommes). Il théorisa la fin du capitalisme en ces mots.
« De la suraccumulation du capital, découlera la paupérisation de la classe ouvrière. Victime de sa propre logique, de moins en moins capable de gérer ses contradictions le capitalisme est historiquement condamné et s’achemine vers une crise finale inéluctable. La baisse du niveau de vie ouvrier est liée aux crises cycliques mais de plus en plus sévères qui attirent puis repoussent « l'armée industrielle de réserve », cet ensemble des ouvriers éliminés de la production, réduit au chômage et à la misère. Il ressort donc de la nature des rapports entre le capital et le travail cette loi générale : au cours de l'accroissement des forces productives, la partie du capital productif s'accroît d'une façon disproportionnée eu égard à la partie qui est destinée au salaire ; en d'autres termes relativement à la masse totale du capital productif, les ouvriers ont une partie de plus en plus petite à se partager et leur concurrence devient de plus en plus violente, autrement dit plus le capital s'accroît et plus les possibilités d’embauche et de subsistance diminuent proportionnellement pour le prolétariat »[réf. souhaitée].

### Économie
Marx ne s'est pas contenté de dénoncer les méfaits du capitalisme naissant de l'époque (comme l'extrême misère des ouvriers anglais d'alors), mais il a cherché à analyser les conditions qui ont permis la naissance du capitalisme, et les lois qui guident la production de marchandises. Pour cela, il s'est appuyé sur les travaux des économistes de son temps, et reconnaissait la valeur de certaines de leurs observations, mais les trouvait incomplètes.
Il reprochait à l'économie politique d'être formée comme une science exacte, à l'instar de la physique, de la chimie ou des mathématiques, qui avait éliminé l'Homme de ses paramètres, et l'avait réduit à ses qualités de producteurs et consommateurs. Un autre reproche était le manque de questionnement de ses fondements :

« L'économie politique part de fait de la propriété privée. Elle ne vous l'explique pas. Elle exprime le processus matériel que décrit en réalité la propriété privée, en formules générales et abstraites, qui ont ensuite pour elle valeur de lois. Elle ne saisit pas ces lois, c'est-à-dire qu'elle ne montre pas comment elles résultent de l'essence de la propriété privée. »

### Fétichisme de la marchandise
Karl Marx souligne (au sein du Livre 1 du Capital) que dans le capitalisme, les marchandises sont erronément perçues comme ayant une valeur d'échange intrinsèque en elles-mêmes et autonome, comme si leur valeur n'avait rien à voir avec l'activité humaine réelle qui les a produites. C'est ce que Marx nomme le "fétichisme de la marchandise", décrit comme un phénomène fondamental propre au capitalisme. Le fétichisme de la marchandise désigne ainsi la manière dont la valeur d'échange des produits finit par être attribuée seulement à leurs qualités, alors que selon la théorie marxiste, la valeur d'échange est une fonction du travail humain, et des rapports sociaux qui rendent l'échange possible. Ainsi, le contexte social dans lequel les échanges sont faits, et son influence sur la valeur des objets, est aussi occulté dans la perspective du fétichisme de la marchandise. Dans cette perspective, l'argent devient ainsi une véritable puissance divine dont le pouvoir s'exerce sur l'ensemble des pensées et des actions humaines. Le sociologue et philosophe hongrois marxiste Georg Lukács parlera à ce propos de la « réification » des rapports sociaux.
Ce concept repose donc sur l'analyse de la notion de valeur en économie (et la critique marxiste de cette dernière) ; il souligne la place qu'occupe la marchandise dans la vie quotidienne et comment ce fondement du système capitaliste se dérobe à notre compréhension.

### Travail et propriété privée
Dans la conception philosophique de Marx, le travail est le prolongement de l'Homme, c'est une partie de son existence individuelle. Il aboutit à une reconnaissance par les autres hommes, et crée une solidarité entre individus. Il lie intimement le travailleur et celui qui bénéficie de ce travail. C'est aussi un moyen de subsistance, directe dans les systèmes pré-capitalistes (sociétés paysannes), indirecte dans le système capitaliste[réf. nécessaire].
« Supposons que nous produisions comme des êtres humains : chacun de nous s'affirmerait doublement dans sa production, soi-même et l'autre. 1) Dans la production, je réaliserais mon individualité, ma particularité ; j'éprouverais, en travaillant, la jouissance d'une manifestation individuelle de ma vie, et, dans la contemplation de l'objet, j'aurais la joie individuelle de reconnaître ma personnalité comme une puissance réelle, concrètement saisissable et échappant à tout doute. 2) Dans ta jouissance ou ton emploi de mon produit, j'aurais la joie spirituelle de satisfaire par mon travail le besoin humain de réaliser la nature humaine et de fournir, au besoin d'un autre, l'objet de sa nécessité. 3) J'aurais la conscience de servir de médiateur entre toi et le genre humain, d'être reconnu et ressenti par toi comme un complément à ton propre être et comme une partie nécessaire de toi-même, d'être accepté dans ton esprit comme dans ton amour. 4) J'aurais, dans mes manifestations individuelles, la joie de créer la manifestation de ta vie, c'est-à-dire de réaliser et d'affirmer dans mon activité individuelle ma vraie nature, ma sociabilité humaine. Nos productions seraient autant de miroirs où nos êtres rayonneraient l'un vers l'autre. »
— Karl Marx, Écrits économiques, tome 2, Gallimard, NRF, La Pléïade, Paris, 1963 p. 22, cité par Alain Lipietz dans André Gorz et l'aliénation, 2017
Si Marx a cautionné cette idée hégélienne dans sa jeunesse, à la fin de sa vie on peut douter qu'il ait gardé une telle définition (du moins après les manuscrits de 1844 et L'Idéologie allemande). Ainsi dans sa critique du programme de Gotha et dans son texte polémique contre le protectionnisme éducateur de List, pour qui les industries naissantes doivent être protégées par l'État, Marx écrit : « Qu'établit-on par exemple pour le salaire ? La vie du travailleur. De plus on établit par ce moyen que le travailleur est l'esclave de capital qu'il est une "marchandise" une valeur d'échange dont le niveau plus ou moins élevé, la hausse ou la baisse, dépendent de la concurrence, de l'offre et de la demande. On établit ici que son activité est du "travail". Maintenant, oublions tout cela. Le "travail" est la base vivante de la propriété privée, la propriété privée étant sa propre source créatrice. La propriété privée n'est rien d'autre que du travail matérialisé. Si l'on veut lui porter un coup fatal, il faut attaquer la propriété privée non seulement comme état objectif ; il faut l'attaquer comme "activité", comme "travail". Parler de travail libre, humain, social, de travail sans propriété privée, est une des plus grandes méprises qui soient. Le "travail" est par nature l'activité asservie, inhumaine, antisociale, déterminée par la propriété privée et créatrice de la propriété privée. Par conséquent, l'abolition de la propriété privée ne devient une réalité que si on la conçoit comme abolition du "travail", abolition qui naturellement n'est devenue possible que par le travail lui-même, c'est-à-dire par l'activité matérielle de la société elle-même […] ».
Dans la société capitaliste, le travail a changé de nature : il est devenu aliénant, il subordonne l'individu aux moyens de production privée. Il est dépourvu de ses valeurs humaines. Il n'a d'autres finalités qu'une production de marchandises vénales, destinées à des échanges économiques. En effet, il fait remarquer que l'ouvrier à la chaîne, ne s'identifie pas ou peu à son travail, mais plutôt à ce qu'il va faire de son salaire. Le producteur devient un anonyme aux yeux de l'acheteur. Le travail devient alors abstrait. Ce travail est abstrait justement car il se fonde sur une « moyenne » de productivité imposée par la composition organique du capital. Comme le dit Marx dans le premier chapitre du Capital, si c'est bien le temps de travail nécessaire qui détermine la valeur d'un objet, il ne suffit pas de produire en dix heures un objet qui en moyenne en prend cinq pour pouvoir le vendre deux fois plus cher, c'est le temps socialement compris qui comptera pour déterminer la valeur. Phénomène qui explique la tendance à la concentration du capital car ceux ne pouvant s'aligner sur les taux de productivité ne peuvent suivre et sont donc contraints à la faillite).
Marx différencie la propriété des objets (propriété objective) qui existent indépendamment du travail humain (une terre, un arbre, un cheval), de la propriété subjective induite par le système capitaliste.
La propriété subjective existe lorsqu'intervient le travail humain dans la production d'un objet. Une marchandise contient du travail humain. La propriété privée subjective (subjective, parce qu'elle contient l'idée qu'un sujet — l'Homme — l'a produite) est une appropriation du travail humain. Posséder une marchandise (une maison, une entreprise, une machine), c'est détenir du travail humain, donc cela crée une domination de l'Homme par lui-même. N'oublions pas que le travail est, chez Marx, une partie et un prolongement de l'Homme[réf. nécessaire].

### Consommation et production
Ces concepts sont intimement liés chez Marx. La consommation, chez Marx, n'a pas le sens commun des économistes. Elle regroupe à la fois la consommation d'objets (matières premières, produits manufacturés, etc.) et la consommation du travail de l'Homme. L'Homme est toujours présent dans la réflexion de Marx, cela fait partie de son originalité par rapport aux économistes classiques. La production, c'est notamment la consommation du travail. Réciproquement, l'acte de consommer (au sens commun) un objet, c'est l'étape finale de la production. Il y a une identité entre les deux notions.

### Production, distribution et échange
Dans la société capitaliste, il n'y a plus rapport direct entre le producteur d'un bien, et celui qui va le consommer. La distribution, fonction intermédiaire, dépend de la structure sociale (rapports de domination sociale, salaires, etc.).
Dans sa notion de distribution, Marx, encore une fois, inclut aussi la distribution sociale, à comprendre au sens de proportions de personnes dans les différentes classes sociales.
L'échange final du bien, qui s'opère avec de l'argent dans la société capitaliste, finalise le cycle.

### Origines du capitalisme
Le capitalisme nécessite la libération du travail. Qu'est-ce qu'un travailleur « libre » selon Marx ? C'est un travailleur disponible pour être utilisé comme moyen de production, à la différence des sociétés paysannes, où les individus étaient la propriété du seigneur, et donc indisponibles pour des activités industrielles. Une personne « non libre » dans le sens de Marx sera par exemple une femme au foyer, ou une personne âgée retraitée et étant empêchée de travailler, ou encore un mineur que des lois protègent. Les institutions (par exemple les États, par les lois) peuvent jouer un rôle empêchant ou diminuant cette « libération ». Les coutumes et les religions aussi (refus du travail des femmes, par exemple).
Une autre condition pour que le système capitaliste existe, c'est que les moyens de la production soient également « libérés », c'est-à-dire disponible pour les capitalistes. Il ne faut pas qu'ils soient détenus de façon constante par des personnes. Les personnes ne doivent pas être intimement liées à ces moyens de production, comme pouvaient l'être les serfs vis-à-vis de la terre du seigneur au Moyen Âge, ou les esclaves dans l'Antiquité ou dans les empires coloniaux. Un esclave est directement un objet pour la production. Dans le même ordre d'idées, pour être qualifié de prolétaire il ne faut pas que le travailleur possède ses instruments de travail (sinon, il pourrait subvenir lui-même à ses besoins).
Lorsque ces conditions sont réunies, les Hommes sont disponibles, le travail peut alors être acheté sous la forme du salariat.
En Angleterre, vers la fin du XIVe siècle, le servage avait disparu et l'immense majorité de la population se composait de paysans libres cultivant leurs propres terres. Les salariés ruraux étaient en partie des paysans qui, pendant le temps de loisir laissé par la culture de leurs champs, se louaient au service des grands propriétaires. Le reste des salariés ruraux était constitué de la population peu nombreuse des journaliers. Ces derniers étaient aussi cultivateurs de leur chef, car en plus du salaire on leur faisait concession de champs[réf. souhaitée]. De plus, tout comme les paysans, ils disposaient de l'usufruit des biens communaux où ils faisaient paître leur bétail et se ravitaillaient de bois pour se chauffer. Dans le livre I du Capital (VIIIe section : L'accumulation primitive), Karl Marx constate que dans tous les pays de l'Europe occidentale la production féodale se caractérise par un partage du sol entre le plus grand nombre possible de personne : la puissance du seigneur féodal dépend moins de son argent que du nombre de ses sujets, c'est-à-dire du nombre des paysans établis.
Mais le mouvement dit des enclosures allait bouleverser cet ordre : les grands seigneurs usurpèrent les biens communaux des paysans et les chassèrent du sol qu'ils possédaient pourtant au même titre féodal que leurs maîtres. Les chroniqueurs de l'époque évoquent d'innombrables maisons de paysans disparues, des villes et des villages détruits pour faire des "parcs à moutons" (Transformation des terres arables en pâturages), et constatent "que le pays nourrit beaucoup moins de gens". (Harrison, « Description of England, prefixed to Holinshed's Chronicles », 1577).
Le roi et le Parlement tentent alors de réagir : Une loi d'Henri VII, 1489, c. 19, interdit la démolition de toute maison de paysan avec attenance d'au moins vingt acres de terre. Une autre loi constate que beaucoup de fermes et de grands troupeaux de bétail s'accumulent en peu de mains, d'où il résulte que les rentes du sol s'accroissent, mais que le labourage déchoit, que des maisons et des églises sont démolies et d'énormes masses de peuple sont plongées dans la pauvreté. La loi ordonne par conséquent la reconstruction des maisons de ferme démolies, fixe la proportion entre les terres à blé et les pâturages, etc. Une loi de 1533 constate que certains propriétaires possèdent 24 000 moutons, et leur impose pour limite le chiffre de 2.000, etc.
Cependant, l'objectif de ces mesures n'aurait été que de s'assurer d'une armée solide selon Bacon (il explique comment l'existence d'une paysannerie libre et aisée est la condition d'une bonne infanterie, cf The Reign of Henry VII, etc. Verbatim Reprint from Kennet's England, éd. 1719, Lond., 1870, p. 308.)
Karl Marx s'interroge sur l'acceptation du système salarial, élément central du capitalisme, où le travailleur renonce à tout titre de propriété sur son propre produit : "pourquoi le salarié fait-il ce marché ?". Sa réponse (le manque de choix) s'explique par l'expropriation des cultivateurs initiée par le mouvement des enclosure et qui a transformé des paysans propriétaires en prolétaires. (VIII° section : L'accumulation primitive)

### Capital

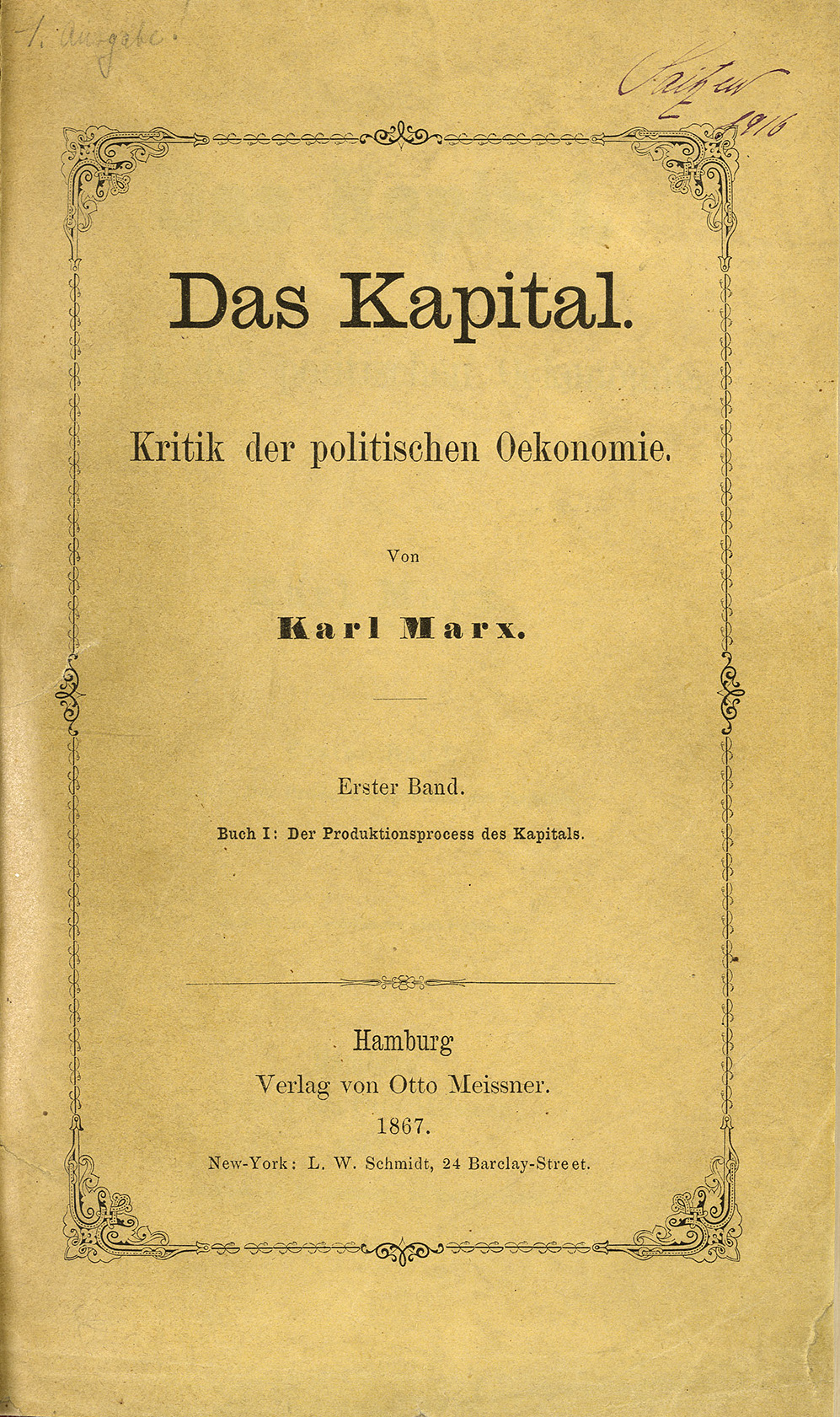
Le Capital, de Karl Marx, couverture de l'édition originale du livre I (1867).

Le capital regroupe plusieurs formes : le capital-objet (les machines, les produits), le capital-travail (les Hommes à qui on peut acheter le travail), le capital-argent.
La formation des richesses avait plusieurs origines avant Marx : les physiocrates y voyaient la productivité de la terre (cultures, élevages), les socialistes de l'époque y voyaient une exploitation des ouvriers par les patrons, et les libéraux y voyaient un prélèvement sur le prix de ventes des marchandises.
Marx nie tout cela. L'enrichissement vient de la création de la richesse. Cette création de la richesse vient du travail (la valeur-travail). L'employé vend sa force de travail à un patron qui utilise celle-ci à sa guise. Le prix de la force de travail est le salaire. Le travail permet de dégager une valeur supplémentaire, qui sera récupérée par le patron, c'est la plus-value. Ce n'est pas à proprement parler un vol : le salaire sert à couvrir les moyens de subsistance de l'employé, pour lui permettre de régénérer sa force de travail.
Ce mécanisme de production de capital va se concentrer par la circulation du capital : les patrons dans leur ensemble dégagent un bénéfice, peuvent réinvestir et bénéficient ainsi d'une croissance infinie en capital. Cependant, certains feront faillite, réduisant le nombre de capitalistes. Ils rejoindront la classe ouvrière et permettront d'augmenter la force de travail employable pour les capitalistes. Ce phénomène de concentration du capital est constant, et a nécessairement une limite, au-delà de laquelle la société capitaliste disparaîtra.
Le prolétariat selon Marx est la classe des personnes qui travaillent pour un capitaliste. On dirait aujourd'hui que cela représente l'ensemble des salariés. Un cadre en informatique est un « prolétaire » selon Marx, un employé d'une boulangerie est également un prolétaire. Selon l'analyse marxiste, le capital lié à l'activité des boulangeries, comme tout capital, se concentre. On pourrait ainsi estimer que l'apparition des réseaux de distribution de pains modernes (comme l'entreprise Banette) fait partie du sens de l'Histoire. Les anciens boulangers propriétaires disparaissent, et rejoignent le prolétariat, alors que le capital se concentre.

### Théorie de la valeur
La théorie de la valeur consiste en l'idée que la valeur d'une marchandise vient du temps de travail socialement nécessaire pour la produire et l'amener au marché.

### Plus-value
La plus-value correspond à la part de « surtravail » effectuée par le travail vivant, soit la quantité de travail supplémentaire effectuée par le travail vivant et ne recevant pas son équivalent en termes de salaire. Cette plus-value produite par le travail vivant est ensuite traduite en prix à travers sa réalisation dans l'échange marchand et correspond alors au concept de profit. Là où la plus-value doit être pensée en tant que valeur abstraite, le profit constitue son expression phénoménale à travers le mécanisme des prix. Mais ces deux concepts ne doivent pas pour autant être confondus puisqu'il peut arriver que, dépendamment du jeu de l'offre et de la demande sur le marché, les profits exprimés en prix ne correspondent pas nécessairement à la plus-value produite par le travail.

### Argent, monnaie et richesse
La monnaie (à comprendre au sens de pièces de monnaie) est la forme objective de l'argent.
Dans la pensée de Marx, l'argent en tant que concept occupe une place importante.
D'abord, l'argent apparaît lors des échanges (achat-vente de marchandises). Ensuite, il est la substance de la richesse. La richesse et l'argent sont avant tout des abstractions. La monnaie, elle, est sa forme objective.
Chez Marx, tout est marchandise en système capitaliste (objet manufacturé, comme travail humain). Dans le système capitaliste, toute marchandise a donc un équivalent-argent.
Or, dans la conception philosophique de Marx, le travail est intimement lié à l'Homme. Le travail est une caractéristique essentielle de l'Homme, et est ce qui forme les relations entre eux. Le consommateur est lié au producteur, et vice-versa.
Comme ce travail peut s'acheter avec l'argent (abstraction), dans le système capitaliste, les relations entre les Hommes tendent à être subordonnées aux relations basées sur l'argent. L'argent détruit la réalité de l'Homme en détruisant les médiations entre eux. C'est l'argent qui devient la médiation entre les Hommes (par le salaire, et les échanges économiques).
Marx pense même que les relations entre les serfs et les seigneurs au Moyen Âge étaient de ce point de vue beaucoup plus humaines que celle entre les ouvriers et les patrons de l'ère industrielle[citation nécessaire].
L'argent comporte également plusieurs contradictions, dont en voici une importante : l'argent n'est au début qu'un moyen d'échange de marchandises. Mais, dans le système capitaliste, il va devenir le but du capitaliste, c'est-à-dire un objet de valeur qu'il faut acquérir et accumuler en tant que tel : « Ce n’est qu’autant que l’appropriation toujours croissante de la richesse [pécuniaire] est le seul motif déterminant de ses opérations, qu’il fonctionne comme capitaliste ».
L'Homme a une dépendance vis-à-vis de l'argent. L'Homme ne peut rien, par contre l'argent peut tout : il est le pouvoir, il est l'équivalent des marchandises. L'Homme a donc inventé une abstraction qu'il vénère et qui le surpasse[citation nécessaire].
L'argent a également un effet sur la moralité des Hommes. Comme on peut échanger toute marchandise contre toute autre (dont le travail humain, c'est-à-dire l'Homme), la forme ultime du capitalisme est la prostitution généralisée de l'Homme.
Chez Marx, la monnaie permet de tromper le salarié. L'esclave est payé par les subsistances vitales que lui procure son maître, tandis que le salarié croit obtenir un salaire monétaire qui lui offre une liberté de choix dans sa consommation. Mais cette liberté n'est qu'une illusion qui vient tromper le salarié sur sa situation réelle : en fait son salaire monétaire ne lui permet que d'acheter le minimum vital que le maître procurait directement à l'esclave. Cette illusion est l'apport essentiel de la monnaie dans les rapports sociaux du système de production capitaliste.

### Réflexions autour des coopératives ouvrières: une potentielle brèche anticapitaliste dans le système capitaliste
Certaines réflexions économiques autour des coopératives ouvrières par Marx, notamment dans le Livre III du Capital, ont également pu contribuer à sa réflexion autour de l'organisation prolétarienne révolutionnaire "par les bas". Karl Marx s'est intéressé au mouvement coopératif ouvrier, y voyant une potentielle brèche destructive à l'intérieur du système capitaliste, remettant en cause en parti ce mode de production (car : « Son grand mérite [au mouvement coopératif] est de montrer pratiquement que le système actuel de subordination du travail au capital, despotique et paupérisateur, peut être supplanté par le régime républicain et fécond de l'association de producteurs libres et égaux. »). Le capitalisme produit donc indirectement des brèches potentiellement anticapitalistes. Les coopératives peuvent être un point d'appui pour la révolution communiste, à condition également que le mouvement ouvrier ait une conscience révolutionnaire plus large et radicale,,. Puisque les limites des coopératives ouvrières sous le capitalisme, selon Marx, est que « les ouvriers y sont eux-mêmes capitalistes et y appliquent les moyens de production à la mise en valeur de leur propre capital », donc gardent certaines rapports socio-économiques marchands et capitalistes. 
Cette réflexion de Marx sur les coopératives a pu inspirer certains penseurs marxistes nommés les « communistes de conseils » (ou « conseillisme »), notamment sur la question des conseils ouvriers (soviets). Le communiste de conseils Maximilien Rubel considère que Marx est confiant vis-à-vis du mouvement réel des ouvriers, soulignait l’importance des syndicats, des coopératives et des organisations politiques en tant que créations « de bas en haut ».

## Politique
(mai 2024).

### Idéologies et domination
Pour Marx, les idéologies sont produites par les Hommes, mais ce sont des mystifications, des illusions collectives, que les Hommes se font d'eux-mêmes, car elles sont déterminées par les rapports que l'Homme a avec le monde, elles sont déterminées par le contexte social dans lequel vit l'Homme. Si le théoricien ne fait pas un travail d'auto-analyse, il ne pourra pas construire des idées et des concepts pertinents, décrivant véritablement la réalité. Ce sont des formes de fausse conscience.
Pourquoi les Hommes construisent-ils des idéologies, selon Marx ? Essentiellement pour se justifier, et se donner bonne conscience[réf. nécessaire].
Par exemple, un monde où la classe dominante exploite la classe dominée va produire une idéologie qui va non pas mettre en évidence l'exploitation, mais bien au contraire justifier les rapports entre les classes (avec des principes, des institutions, des lois, des coutumes, etc., qui sont des produits de l'idéologie de justification des inégalités de classe).
Si l'idéologie est surtout produite par la classe dominante, il est nécessaire que l'ensemble des Hommes croient en l'idéologie ainsi mise en place, aussi bien la classe dominante que la dominée. Elle doit être universellement admise. La classe dominée ne doit pas voir le produit de l'idéologie comme une construction humaine, mais plutôt comme une évidence naturelle.
C'est ainsi que Marx considère que « les idées dominantes d'une époque n'ont jamais été que les idées de la classe dominante » (Manifeste du parti communiste). Contre les idéologies aliénantes issues des classes dominantes au fil du temps, Marx estime que l'Humanité doit instaurer une société sans division en classes sociales, empêchant ainsi la domination d'une classe dominante.

### Religion
Marx critique vivement le rôle de la religion et les aspects philosophiques et sociaux de cette dernière. Marx est matérialiste et s'en revendique : il est ainsi athée.
Marx s'intéresse surtout à la religion à cause du rôle qu'elle exerce sur la société. Pour Marx, la religion est une structure créée par la société, et qui évolue selon ses besoins. La religion et les Hommes qui la font (prêtres, évêques, etc.) sont des alliés objectifs de la classe dominante (et, pour ce qui est du haut clergé, en est directement membre). Elle permet d'anesthésier les douleurs des opprimés et joue en ce sens le rôle d'opium pour le peuple.
Il analyse l'évolution de la religion en Europe : d'abord, il y avait des structures religieuses païennes, qui permettaient aux Hommes de justifier des phénomènes climatiques qu'ils ne comprenaient pas. Les dieux étaient des dieux locaux, chaque peuple avait les siens, ils étaient souvent liés à des phénomènes de la nature.
Ensuite, l'expansion romaine à travers l'Europe et le bassin méditerranéen a fait naître une conscience géographique plus étendue, et les religions locales ont disparu au profit du christianisme. Pendant le Moyen Âge, la transition au catholicisme a structuré l'Église : des hiérarchies structurées sont progressivement apparues (Pape, évêques, curés), avec qui le pouvoir (les rois et la noblesse) a dialogué de façon constante pour le partage du pouvoir sur les peuples. La dîme, prélevée au peuple au profit de l'Église, a été instaurée. L'éducation des enfants était prise en charge directement par l'Église.
La naissance du capitalisme a fait apparaître une volonté de réforme du catholicisme à travers le protestantisme et le « capitalisme judaïque ». Ce terme a valu des critiques à Marx et un débat sur son antisémitisme, malgré le fait qu'il soit juif d'origine, converti puis athée. Dans les faits, Marx s'oppose au judaïsme en tant que religion, car il est une oppression comme selon lui toutes les autres religions. Il rappelle également que la plupart des juifs étaient pauvres et exploités. Il critique donc le judaïsme, comme d'une manière générale le christianisme, pour avoir aidé le système capitaliste à apparaître. En revanche, il milite et pétitionne auprès de son Assemblée provinciale pour obtenir l'émancipation politique des juifs sans que ceux-ci aient à renier leur religion.
Cependant, de nombreux écrits de Marx jettent un doute sur ces affirmations apologétiques. On peut par exemple citer Sur la Question juive :

« Quel est le fond profane du judaïsme ? Le besoin pratique, l'utilité personnelle. Quel est le culte profane du Juif ? Le trafic. Quel est son Dieu profane ? L'argent. Eh bien, en s'émancipant du trafic et de l'argent, par conséquent du judaïsme réel et pratique, l'époque actuelle s'émanciperait elle-même. »

« L'argent est le dieu jaloux d'Israël, devant qui nul autre dieu ne doit subsister. »

« Le dieu des Juifs s'est sécularisé et est devenu le dieu mondial. Le change, voilà le vrai dieu du Juif. Son dieu n'est qu'une traite illusoire. »

ou encore ses correspondances avec Engels qui affichent des sentiments racistes allant bien au-delà de la simple critique de la religion :

« Cette ordure de correspondant berlinois du Daily Telegraph, est un juif du nom de Meier, parent du propriétaire de l'affaire, un juif anglais du nom de Levy. »

— Lettre à Engels, 9 février 1860

« Le négro-juif Lassalle […]. J'ai maintenant acquis la certitude, comme le prouvent la conformation de son crâne et la pousse de ses cheveux, qu'il descend des nègres qui se joignirent à Moïse lors de la traversée de l'Egypte (à moins que sa mère ou sa grand-mère n'aient eu des relations avec un nègre). Il est certain que ce mélange de Juif et d'Allemand avec la substance de base du nègre devait donner un curieux résultat. L'importunité du camarade est également typique du nègre. »

— Lettre à Engels, au sujet du socialiste allemand Ferdinand Lassale, 30 juillet 1862

### Démocratie
Les travailleurs devaient, selon Marx, autogérer leurs luttes. C’est un thème constant qui affleure, à intervalles, dans ses écrits et dans ses actes. Par exemple, en 1871, après la Commune de Paris, Marx affirme que « ce serait méconnaître complètement la nature de l’Internationale que de parler d’instructions secrètes venant de Londres (...) de quelque centre pontifical de domination et d’intrigue (...). De fait, l’Internationale n’est nullement le gouvernement de la classe ouvrière, c’est un lien, ce n’est pas un pouvoir ». Également, le 17 septembre 1879, dans une lettre à August Bebel :
« En fondant l'Internationale, nous avons lancé en termes clairs son cri de guerre : "L'émancipation de la classe ouvrière sera l'œuvre de la classe ouvrière elle-même". Nous ne pouvons donc pas marcher avec des gens déclarant à cor et à cri que les ouvriers sont trop peu instruits pour pouvoir s'émanciper eux-mêmes et qu'ils doivent être affranchis par en haut, par les philanthropes bourgeois et petits-bourgeois. Si le nouvel organe du parti prend une attitude qui correspond aux idées de ces messieurs, si cette orientation est bourgeoise et non prolétarienne »,.

### Aliénation
L'aliénation a des sens différents selon ses applications.

#### Aliénation dans le travail
Le travail est dans le système capitaliste une simple marchandise vendue. Le travail tue l'Homme en tuant son temps de vie.

« Un homme qui ne dispose d'aucun loisir, dont la vie tout entière, en dehors des simples interruptions purement physiques pour le sommeil, les repas, etc., est accaparée par son travail pour le capitaliste, est moins qu'une bête de somme. C'est une simple machine à produire la richesse pour autrui, écrasée physiquement et abrutie intellectuellement. Et pourtant, toute l'histoire moderne montre que le capital, si on n'y met pas obstacle, travaille sans égard ni pitié à abaisser toute la classe ouvrière à ce niveau d'extrême dégradation. »

« Le « travail » est la base vivante de la propriété privée, la propriété privée étant sa propre source créatrice. La propriété privée n'est rien d'autre que le travail matérialité. Si l'on veut lui porter un coup fatal, il faut attaquer la propriété privée non seulement comme état objectif ; il faut l'attaquer comme activité, comme travail. Parler de travail libre, humain, social, de travail sans propriété privée, est une des plus grandes méprises qui soient. Le « travail » est par nature l'activité asservie, inhumaine, antisociale, déterminée par la propriété privée et créatrice de la propriété privée. Par conséquent, l'abolition de la propriété privée ne devient une réalité que si on la conçoit comme abolition du « travail », abolition qui, naturellement, n'est devenue possible que par le travail lui-même, c'est-à-dire par l'activité matérielle de la société, et nullement comme substitution d'une catégorie à une autre. Par conséquent, une « organisation du travail » est une contradiction. La meilleure organisation que le travail puisse trouver est l'organisation présente, la libre concurrence, la dissolution de toutes les organisations antérieures faussement « sociales ». »

« Donc, tandis que les serfs fugitifs ne voulaient que développer librement leurs conditions d'existence déjà établies et les faire valoir, mais ne parvenaient en dernière instance qu'au travail libre, les prolétaires, eux, doivent, s'ils veulent s'affirmer en valeur en tant que personne, abolir leur propre condition d'existence antérieure, laquelle est, en même temps, celle de toute la société jusqu'à nos jours, je veux dire, abolir le travail. »

#### Aliénation dans l'argent
L'argent, dans la société capitaliste, est le seul signe de puissance, et le seul besoin. Les Hommes luttent pour l'argent. Il est l'objet de toutes les convoitises. Or l'argent est une pure abstraction. L'argent coupe de la réalité du monde, et en même temps devient l'unique vecteur pour pouvoir agir sur lui. La société de l'argent est une aliénation surtout pour ceux à qui il est pris, mais aussi pour ceux qui le prennent.
Dans les Manuscrits de 1844, nous pouvons voir une critique radicale de l'argent :

« L'argent en possédant la qualité de tout acheter, en possédant la qualité de s'approprier tous les objets est donc l'objet comme possession éminente. L'universalité de sa qualité est la toute-puissance de son essence. Il passe donc pour tout-puissant… L'argent est l'entremetteur entre le besoin et l'objet, entre la vie et le moyen de subsistance de l'homme. Mais ce qui sert de moyen terme à ma vie, sert aussi de moyen terme à l'existence des autres hommes pour moi. C'est pour moi l'autre homme. […] Comme l'argent, qui est le concept existant et se manifestant de la valeur, confond et échange toutes choses, il est la confusion a la permutation universelles de toutes choses, donc le monde à l'envers, la confusion et la permutation de toutes les qualités naturelles et humaines.
Qui peut acheter le courage est courageux, même s'il est lâche. Comme l'argent ne s'échange pas contre une qualité déterminée, contre une chose déterminée, contre des forces essentielles de l'homme, mais contre tout le monde objectif de l'homme et de la nature, il échange donc - du point de vue de son possesseur - toute qualité contre toute autre - et aussi sa qualité et son objet contraires; il est la fraternisation des impossibilités. Il oblige à s'embrasser ce qui se contredit.
Si tu supposes l'homme en tant qu'homme et son rapport au monde comme un rapport humain, tu ne peux échanger que l'amour contre l'amour, la confiance contre la confiance, etc. Si tu veux jouir de l'art, il faut que tu sois un homme ayant une culture artistique; si tu veux exercer de l'influence sur d'autres hommes, il faut que tu sois un homme qui ait une action réellement animatrice et stimulante sur les autres hommes. Chacun de tes rapports à l'homme - et à la nature -doit être une manifestation déterminée, répondant à l'objet de ta volonté, de ta vie individuelle réelle. Si tu aimes sans provoquer d'amour réciproque, c'est-à-dire si ton amour, en tant qu'amour, ne provoque pas l'amour réciproque, si par ta manifestation vitale en tant qu'homme aimant tu ne te transformes pas en homme aimé, ton amour est impuissant et c'est un malheur. »

La critique de l'argent (mais aussi, en soit, de la valeur qui est liée à celui-ci) par Marx se poursuivra y compris dans ses œuvres de maturité, comme dans Le Capital :

« Si nous considérons la société, non pas capitaliste mais communiste, le capital argent disparaît complètement dès l'abord, et donc disparaît aussi le travesti des transactions qui en découle. »

#### Aliénation morale
L'aliénation morale est l'aliénation par l'État et la religion. L'État entretient le mythe des « citoyens » égaux (alors que les inégalités demeurent), et la religion crée une morale artificielle qui sert les intérêts de certains êtres humains (en général : de sexe masculin, riches, âgés, etc.).

#### Détruire les objets de l'aliénation
Pour sortir de ce système, Marx préconise la destruction des objets de l'aliénation, c'est-à-dire la destruction de l'État, de la religion, de l'argent, de la marchandisation du travail.
Cette destruction est en partie idéologique : aucune violence n'est à craindre. Il suffit d'une prise de conscience. Un jour, les Hommes peuvent décider d'arrêter de croire à l'État, ils peuvent décider de ne plus croire à la religion, ils peuvent décider que la monnaie n'a plus de valeur et refuser de s'en servir comme moyen d'échange, et ils peuvent décider d'arrêter de travailler en tant que marchandise. Cela ne signifie pas l'arrêt du travail, bien sûr, mais l'arrêt de l'idée qu'il faut le faire contre un salaire. À cette prise de conscience doit s'associer un changement radical des institutions et structures de la société, pour dépasser le stade capitaliste et créer le communisme.
« À la place de l'ancienne société bourgeoise, avec ses classes et ses antagonismes de classes, surgit une association où le libre développement de chacun est la condition du libre développement de tous ».

### Théorie du prolétariat
Chez Marx, les prolétaires ne sont pas que les pauvres. Les prolétaires sont le résultat de la dynamique du système capitaliste, et d'un mouvement historique irréversible.
La prolétarisation est la double conjonction de la transformation de l'Homme en prolétaire et de l'augmentation de leur nombre.
Qu'est-ce qu'un prolétaire ? C'est un individu qui ne possède que sa seule force de travail, et pas les moyens de la production. Il est par conséquent obligé de vendre sa force de travail au capitaliste sous forme de salaire pour subvenir à ses besoins. Tout travailleur salarié est un prolétaire.
Marx avait très bien anticipé le développement du taylorisme à ce sujet. La division du travail est en effet un mouvement constant du capitalisme. Il est dû à l'amélioration des techniques et notamment des machines, qui ont fait apparaître les ouvriers spécialisés. Il est également la conséquence d'une recherche de rentabilité accrue.
Chaque salarié du système capitaliste ne devient capable que d'assurer une infime partie de la production. Son travail n'a pas de sens en lui-même. Il n'est qu'un rouage d'un immense mécanisme. Il ne peut plus avoir de vie individuelle.
De plus, du fait de cette division continue du travail, et du développement des techniques, le chômage est appelé à se développer. C'est l'« armée de réserve », et celle-ci, par sa simple présence, exerce une pression sur les salariés, qui ont peur de se retrouver au chômage. Le chômage empêche les travailleurs de se révolter. Les salaires ont donc une tendance continue à la baisse à long terme relativement aux possibilités qu'offre l'époque dans laquelle vivent les travailleurs, et la concentration du capital est aussi inéluctable.
La prolétarisation est donc la « corrélation entre l'accumulation de richesses et l'accumulation de misères ».
Le prolétaire possède également d'autres caractéristiques, telle que l'absence de propriété.
Comment sortir de cette misère (parfois matérielle, mais aussi surtout psychologique) ? Il faut, selon Marx, que la société se libère du capitalisme par la révolution. Cette révolution doit libérer le prolétariat, mais aussi toutes les classes sociales, notamment les classes dominantes, qui sont également aliénées (par l'argent notamment, comme on l'a vu plus haut). C'est donc une révolution pour toutes les classes visant à abolir les classes elles-mêmes (société sans classes). Cette révolution doit être globale.

## Portraits

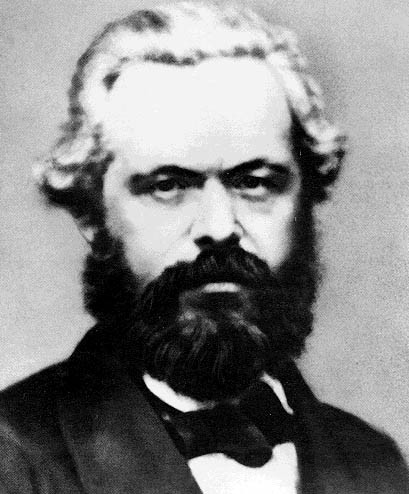
En 1861.
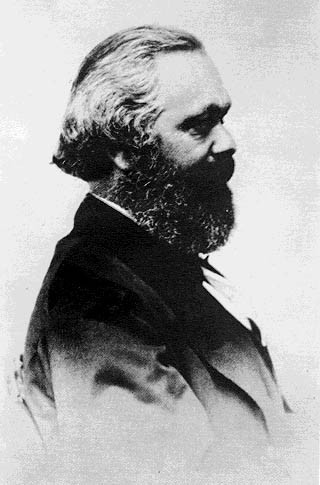
En 1867.
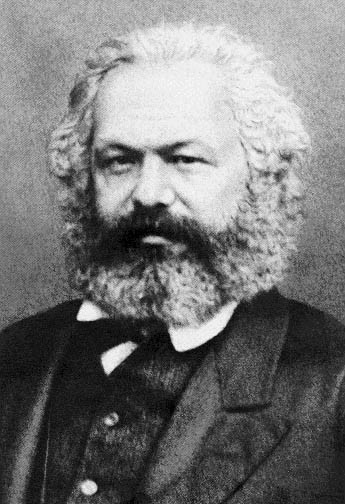
En 1869.
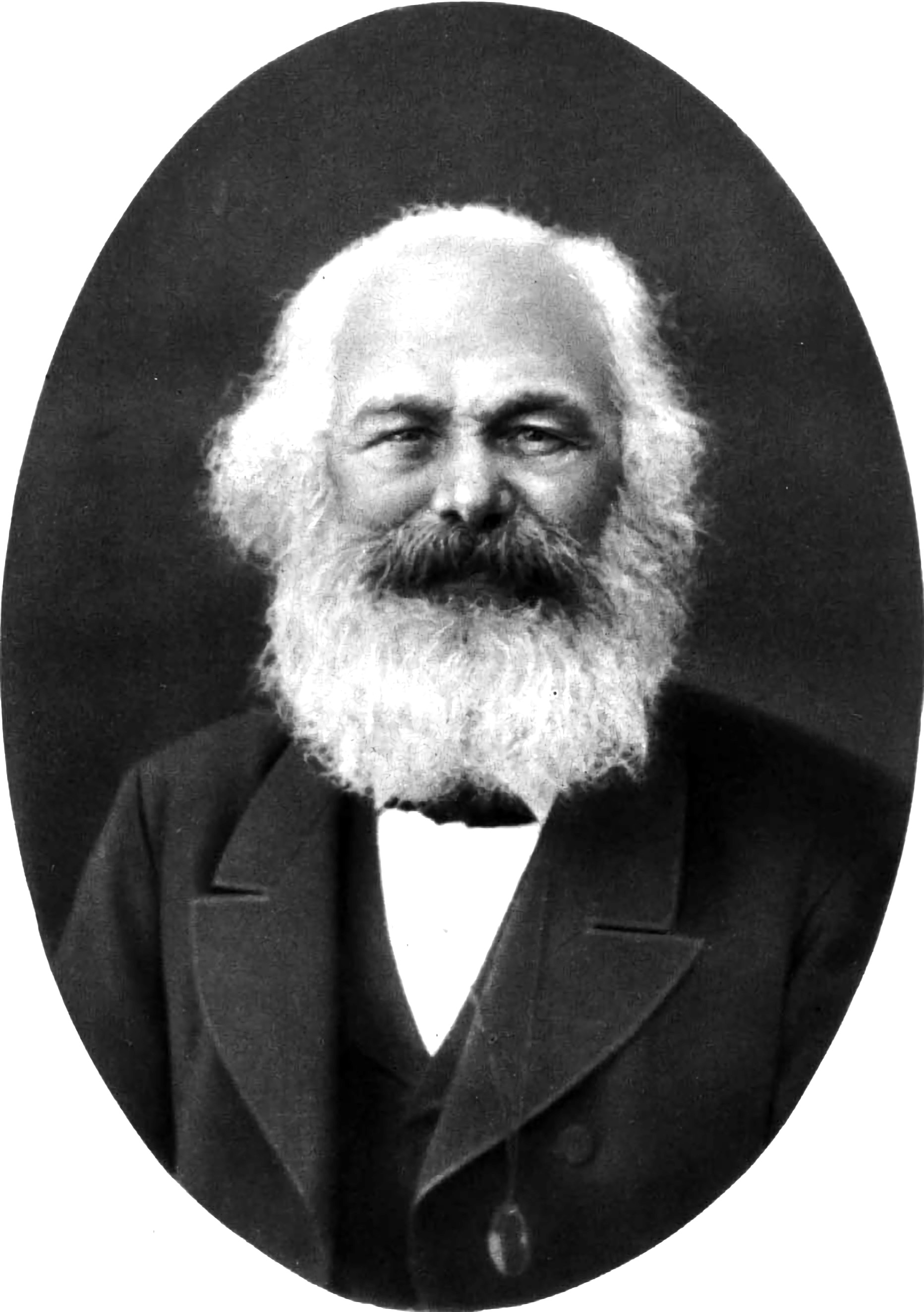
En 1882.

## Dans les arts et la culture populaire

### Filmographie

#### Cinéma
- 1966 : Une année aussi longue que la vie (Год как жизнь) de Grigori Rochal et Azerbaïdjan Mambetov, joué par Igor Kvacha.
- 1990 : 1871 de Ken McMullen, joué par Med Hondo.
- 2016 : Golem, le tueur de Londres de Juan Carlos Medina, joué par Henry Goodman.
- 2017 : Le Jeune Karl Marx de Raoul Peck, joué par August Diehl.
- 2020 : Miss Marx de Susanna Nicchiarelli, joué par Philip Gröning.

#### Télévision

##### Documentaire
- 2011 : Marx Reloaded de Jason Barker produit par ZDF et diffusé sur Arte.
- 2017 : Karl Marx, penseur visionnaire (Karl Marx, der deutsche Prophet) de Christian Twente (de).

##### Téléfilm
- 1993 : Jenny Marx, la femme du diable de Michel Wyn, joué par Carlo Brandt.

##### Série
- 2019 : The Leader, joué par Teng Xin.

### Théâtre
- 1999 : Marx in Soho d'Howard Zinn.
- 2013 : Karl Marx in Kalbadevi écrit par Uttam Gada et mise en scène par Manoj Shah.
- 2017 : Young Marx de Richard Bean et Clive Coleman.

### Radiophonie
- Christine Lecerf, « Karl Marx, l'inconnu », Grandes traversées, sur France Culture, juillet 2020 (consulté le 28 mars 2022).
- « Karl Marx, l'horizon du monde », Une vie une œuvre, sur France Culture, mai 2015.

## Publications

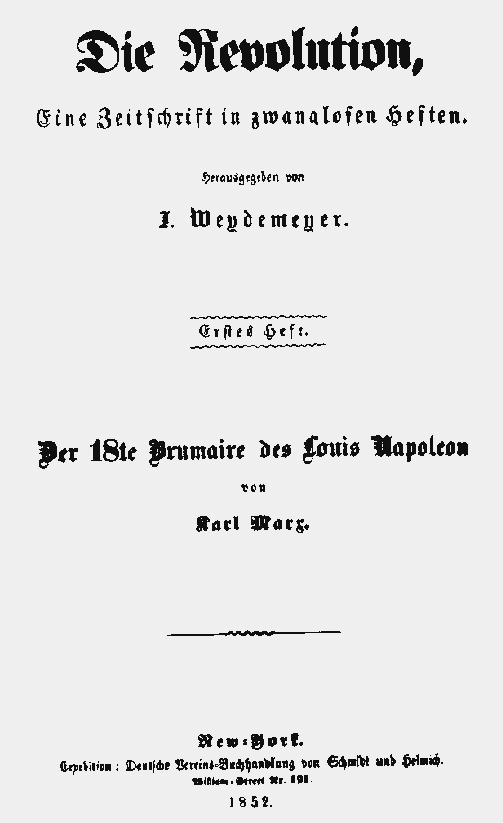
Le 18 Brumaire de Louis Bonaparte, de Karl Marx, couverture de l'édition originale.

Plusieurs livres de Marx sont publiés en ligne, ainsi que des listes de ses livres,. Plusieurs volumes de correspondances ont également été publiés après sa mort.
Il n'existe pour le moment aucune édition exhaustive des écrits de Karl Marx. L'édition la plus complète en allemand est la « MEGA » (Marx-Engels-Gesamtausgabe), initiée par David Riazanov, toujours en cours d'édition.[Quand ?] L'édition la plus complète en français, bien qu'inachevée, est constituée des quatre tomes publiés dans la Bibliothèque de la Pléiade par Maximilien Rubel.[réf. nécessaire]

### Avec Engels
- La Sainte Famille (1844/45)
- L'idéologie allemande (1845/46)
- Statuts de la Ligue des communistes (1847)
- Manifeste du parti communiste (1848)[91]
- Articles dans La Nouvelle Gazette Rhénane (1849)
- Adresse du Comité central à la Ligue des communistes (1850)
- Statuts de la Société universelle des communistes révolutionnaires (1850)
- Abd El Kader ; Bugeaud ; Algérie (articles de la New American Cyclopedia, 1859)
- Inventer l'inconnu, textes et correspondances autour de la Commune, La Fabrique, 2008

### Philosophie et économie

#### Philosophie
La présentation des écrits philosophiques est celle de l'édition de la Bibliothèque de la Pléiade Œuvres III.
- Différence de la philosophie de la nature chez Démocrite et Épicure (1841, thèse de doctorat[92])
- Liberté de la presse et liberté humaine (1842-1843)
- Argent, État et Prolétariat (1843-44)
  - Une correspondance de 1843
  - À propos de la question juive
  - Pour une critique de la philosophie du droit de Hegel (uniquement l'introduction)
  - Gloses critiques en marge de l'article : « Le roi de Prusse et la réforme sociale. Par un Prussien »
- L'Historiographie du socialisme vrai (1847)
- Libéralisme et révolution (1847)

#### Philosophie posthume
- Philosophie épicurienne (Cahiers d'étude, 1839-1840)
- Critique de la philosophie politique de Hegel (1843)
- De l'abolition de l'État à la constitution de la société humaine (1845)
- Manuscrits de 1844 (1844)
- Thèses sur Feuerbach (1845)

#### Politique
- Remarques sur la censure (1842)
- Le communisme et la Augsburger Allgemeine Zeitung (1842)
- Révolution et contre-révolution en Europe. Articles dans la Neue Rheinische Zeitung (1848-1849)
- Les Luttes de classes en France - 1848 à 1850 (1850)
- Chroniques littéraires et politiques, dans la Neue Rheinische Zeitung. Politisch-ökonomiesch Revue (1850)
- Le 18 Brumaire de Louis Bonaparte (1852)
- Fin de la Ligue des Communistes (1850-1853)
- Révélations sur le procès des communistes à Cologne (Bâle, 1853)
- Le Chevalier de la noble conscience (New York, 1854)
- Chroniques anglaises (1852-1854)
- Lord Palmerston (1853)
- L'Espagne révolutionnaire (1854)
- La Question d'Orient et la guerre russo-turque (1853-1854)
- Les Révolutions de 1848 et le prolétariat (1857)
- Herr Vogt (1860[93])
- Résolution sur l'Alliance internationale de la démocratie socialiste (1868)
- Adresse sur la guerre (1870)
- La Guerre civile en France (1871)

#### Économie
- Discours sur le parti chartiste, l'Allemagne et la Pologne (1847)
- Misère de la philosophie (1847) (réponse à l'ouvrage Philosophie de la misère, de Proudhon)
- Salaire (1847)
- Travail salarié et capital (1849)
- Le Livre du salaire (Salaire) (1847)
- Discours sur la question du libre-échange (1848)
- La Constitution de la république française adoptée le 4 novembre 1848 (1850)
- Essais réunis (1851)
- Introduction générale à la critique de l'économie politique (1857)
- Critique de l'économie politique (1859)
- Principes d'une critique de l'économie politique (1857-1858, posthume)
- Matériaux pour l'économie (1861-65, posthume)
- Théories de la plus-value (1862/63, posthume)
- Critique de l'économie politique (1864/59[94])
- Adresse inaugurale de l'Association internationale des travailleurs (1864)
- Statuts généraux de l'Association internationale des travailleurs (1864)
- Sur Proudhon (1865)
- Salaire, prix et profit (1865/7[95])
- Le Capital, tome I (1867[96])
- Un chapitre inédit du Capital (1867, posthume)
- La Nationalisation de la terre (1872)
- Discours d'Amsterdam (1872)
- L'Indifférence en matière de politique (1873)
- Critique du programme de Gotha (1875, posthume)
- Résolution sur l'alliance internationale de la démocratie socialiste (1868)
- Discours sur la Ligue communiste (1876)
- L'Avenir social de la Russie (1877)
- La Loi anti-socialiste (1878)
- Bolívar y Ponte[97]
- (en) Articles publiés dans le New York Daily Tribune

### Poésie
- Le Ménestrel (1841)[98]
- La Jeune fille pâle[99]
- Fierté d'homme[100]
- Deux lieder pour Jenny[101]
- Chant aux étoiles[102]
- Lucinde[103]
- Scorpion et Félix (roman inachevé[104])

### Anthologies
- Karl Marx, Révolution et socialisme, 378 p., et Sociologie critique, 394 p., pages choisies, traduites et présentées par Maximilien Rubel, Payot, 2008  (ISBN 978-2-228-90313-4)
- Marx de A à Z, présentation de Jean-Numa Ducange, Paris, Que-sais-je, coll. « À la lettre », 2021  (ISBN 978-2715407565)

#### Ouvrages biographiques
- Michael Heinrich, Karl Marx et la naissance de la société moderne, tome 1, 1818-1841, Paris, Les Éditions sociales, « Les Éclairées », 2019, 560 p.  (ISBN 9782353670444)
- Jonathan Sperber (trad. de l'anglais par David Tuaillon), Karl Marx, homme du XIXe siècle, Paris, Piranha, 2017, 568 p. (ISBN 978-2-37119-007-8).
- David Riazanov, Marx et Engels, Pantin, Editions Les Bons Caractères, 2004  (ISBN 2915727023)
- Maximilien Rubel (préf. Louis Janover), Karl Marx : essai de biographie intellectuelle, Paris, Klincksieck, coll. « Critique de la politique », 2016 (1re éd. 1971), LXV-391 p. (ISBN 978-2-252-04030-0).
- Franz Mehring, Karl Marx, histoire de sa vie, Paris, Éditions Bartillat, 2009 (réimpr. 1983) (1re éd. 1918), 622 p. (ISBN 978-2-84100-458-4).
- (en) Ernest Mandel, « Karl Marx », dans The New Palgrave dictionary of Economics, 2008 (lire en ligne).
- Francis Wheen (trad. de l'anglais par Roland Desné), Karl Marx : biographie inattendue, Paris, Calmann-Lévy, 2003, 540 p. (ISBN 2-7021-3360-6).
- Boris Nicolaïevski et Otto Maenschen-Helfen (trad. de l'allemand), La vie de Karl Marx : l'homme et le lutteur, Paris, Éditions de la Table ronde, coll. « La Petite Vermillon », 1997, 480 p. (ISBN 2-7103-0784-7).

#### Études
- Antoine Artous, Marx, l'État et la politique, Éditions Syllepse, 1999  (ISBN 978-2907993715)
- Antoine Artous, Le fétichisme chez Marx, Éditions Syllepse, 2006  (ISBN 978-2849500729),  (ISSN 1968-3960) (p. 119-124)
- Antoine Artous, Travail et émancipation sociale : Marx et le travail, Éditions Syllepse, 2003  (ISBN 978-2847970418)
- Jacques Bidet, Explication et reconstruction du « Capital », Paris, Presses Universitaires de France, « Actuel Marx Confrontation », Série Philosophie », 2004, 320 p.  (ISBN 2-13-054675-7) (paru en espagnol, en brésilien, en italien, traduit et à paraître en chinois)
- Jean-Numa Ducange, Marx à la plage : le Capital dans un transat, Malakoff, Dunod, 2019  (ISBN 978-2-10-078068-6)
- Jacques Texier, Révolution et démocratie chez Marx et Engels, Paris, Presses universitaires de France, « Actuel Marx confrontation », 1998  (ISBN 2-13-049726-8)
- Ernest Mandel, La Formation de la pensée économique de Karl Marx : de 1843 jusqu'à la rédaction du Capital. Étude génétique, Éditions Maspero, 1967 ; 2e édition revue et corrigée, Éditions Maspero, 1970 ; rééd. coll. "Petite collection Maspero", 1972, 1978 ; rééd. coll. "Fondations", 1982
- Lucien Sève, Penser avec Marx aujourd'hui. I. Marx et nous, Paris, Éditions La Dispute, 2004.
- Lucien Sève, Penser avec Marx aujourd'hui. II. L'homme?, Paris : Éditions La Dispute, 2008  (ISBN 9782843031694)
- Lucien Sève, Penser avec Marx aujourd'hui. III. La philosophie ?, Paris, Éditions La Dispute, 2014  (ISBN 9782843032561)
- Lucien Sève, Penser avec Marx aujourd'hui. IV. Le communisme ?, Première partie, Paris, Éditions La Dispute, 2019.
- Michael Löwy, La Théorie de la révolution chez le jeune Marx, Paris, Maspero, 1970 (thèse de doctorat du 3e cycle). Traduit en espagnol, italien, portugais, anglais et japonais. Ré-édité aux Éditions sociales en 1997.
- André Tosel, Études sur Marx (et Engels) : vers un communisme de la finitude, Kimé, 1991, 160 p.  (ISBN 978-2-84174-052-9)
- Georges Labica, Le Statut marxiste de la philosophie, Bruxelles, éd. Complexe ; Paris, Presses universitaires de France, « Dialectique », 1976  (ISBN 2-87027-002-X)
- Daniel Bensaïd, Marx l'intempestif : Grandeurs et misères d'une aventure critique (XIXe – XXe siècles), Fayard, 1995  (ISBN 2-213-59504-6)
- Pierre Dardot et Christian Laval, Marx, Prénom: Karl (avec Pierre Dardot), Gallimard essais, 2012 .  (ISBN 978-2-07-012264-6)
- Daniel De Leon, Salaire, prix et profits, Paris, 1912.
- Jean-Yves Calvez, La Pensée de Karl Marx, Paris, Éditions du Seuil, 1956 ; édition revue et abrégée : Paris, Éditions du Seuil, collection « Points Politique », 1970.
- Isaiah Berlin, Karl Marx, Paris, Gallimard, coll. « Idées », 1962.
- Maximilien Rubel, Karl Marx : philosophie, Paris, Gallimard, coll. « Folio essais », 1965  (ISBN 2-07-032839-2).
- Georges Politzer, Principes élémentaires de philosophie, Éditions sociales, rééd. 1970.
- Henri Lefebvre, Le Matérialisme dialectique, Presses universitaires de France, 1971.
- Maximilien Rubel, Marx critique du marxisme, 1974, réédition Payot et Rivages, 2000  (ISBN 2228892963).
- (en) Julius Carlbach, Karl Marx and the Radical Critique of Judaism, Routledge, 1978.
- Henri Lefebvre, Le Marxisme, Presses universitaires de France, édition de 1983.
- Patrick Tort, Marx et le Problème de l'idéologie, Paris, PUF, 1988. L'Harmattan, 2006 (2e édition).
- Michel Henry, Marx, Paris, Gallimard, collection « Tel », 1991 :
  - I. Une philosophie de la réalité  (ISBN 2070722198) ;
  - II. Une philosophie de l'économie  (ISBN 2070722201).
- Michel Vadée, Marx, penseur du possible, Paris, Méridiens-Klincksieck, 1992.
- Jacques Derrida, Spectres de Marx : l'État de la dette, le travail du deuil et la nouvelle Internationale, Paris, Galilée, 1993  (ISBN 2718604298).
- Alfred Schmidt, Le concept de nature chez Marx, Paris, PUF, 1994  (ISBN 2-13-046128-X).
- Jean-Pierre Durand, La Sociologie de Marx, La Découverte, 1995.
- Isabelle Garo, Marx, une critique de la philosophie, Paris, Le Seuil, 2000.
- Jad Hatem, Marx, philosophe de l'intersubjectivité, Paris, L'Harmattan, 2002.
- Jad Hatem, Marx, philosophe du mal, Paris, L'Harmattan, 2006.
- Jad Hatem, Matrix, Marx et le Messie, Paris, Orizons, 2017.
- Karl Korsch, Karl Marx, Ivrea 2002  (ISBN 2-85184-068-1).
- Raymond Aron, Le Marxisme de Marx, Paris, Fallois, 2002  (ISBN 2877064239) et en livre de poche, 2004  (ISBN 2253108006) (publication posthume de son cours d'agrégation à la Sorbonne en 1962).
- Jacques Ellul, La Pensée marxiste, 2003  (ISBN 2710325748).
- Jacques Macé, Paul et Laura Lafargue : du droit à la paresse au droit de choisir sa mort, L'Harmattan, 2003.
- David Riazanov, Marx et Engels, Les bons caractères, Pantin, 2004.
- (en) Allan Kenneth, Explorations in Classical Sociological Theory : Seeing the Social World, Pine Forge Press, 2005  (ISBN 978-1-4129-0572-5).
- Jacques Attali, Karl Marx ou l'esprit du monde, Fayard, 2005.
- Marc Angenot, Le Marxisme dans les grands récits : essai d'analyse du discours, Presses de l'Université Laval, 2005.
- Pascal Combemale, Introduction à Marx, Paris, La Découverte, collection « Repères », 2006.
- (en) Archie Brown, The Rise and fall of communism, Vintage Books, 2009.
- Daniel Bensaïd, dessins de Charb, Marx, mode d'emploi, Paris, Zones, 2009  (ISBN 978-2-35522-015-9) ; réédition La Découverte, 2014  (ISBN 978-2-7071-8279-1).
- Gérard Duménil, Michael Löwy et Emmanuel Renault, Lire Marx, Paris, PUF, 2009  (ISBN 978-2-13-055676-3).
- Erich Fromm, La Conception de l'homme chez Marx, Paris, Payot, 2010.
- John Bellamy Foster, Marx écologiste, éditions Amsterdam, 145 p., 2011.
- Marcel Ollivier, Marx et Engels poètes romantiques, Paris, Éditions Spartacus, 2014, 147 p. (ISBN 979-10-94106-12-9).
- Bruno Pinchard, Marx à rebours, Paris, Kimé, 2015.
- Keith Tribe, « De l’atelier au procès de travail : Marx, les machines et la technologie », dans François Jarrige (dir.), Dompter Prométhée : Technologies et socialismes à l’âge romantique (1820-1870), Besançon, Presses universitaires de Franche-Comté, 2016 (ISBN 978-2-84867-560-2, DOI 10.4000/books.pufc.22464 , lire en ligne), p. 229-250.
- Florian Gulli, Jean Quétier, Découvrir Marx, postface de Lucien Sève, Éditions sociales/La Dispute, 2020 (12 textes choisis, présentés et commentés par Florian Gulli et Jean Quétier).
- Jean-Luc Gouin, « De Karl Heinrich Marx à Jean-Paul Sartre. La déconstruction du marxisme manière Merleau-Ponty ». Archiv für Rechts- und Sozialphilosophie (108/1), 2022, 62-81. Version remaniée et mise à jour d’un chapitre de l’ouvrage, du même auteur, intitulé : Hegel. De la Logophonie comme chant du signe (Paris, Hermann, 2018)
- Marcelo Musto, Antony Burlaud (trad. ) Les dernières années de Karl Marx, une biographie intellectuelle 1881-1883, PUF, col. Questions républicaines, 2023.

#### Dictionnaires et vocabulaires sur les concepts de Marx
- Gérard Bensussan et Georges Labica (dir.), Dictionnaire critique du marxisme, en collaboration avec la revue Dialectiques, Paris, Presses universitaires de France, 1982 ; 3e éd., coll. « Quadrige », 1999.  (ISBN 2-13-049872-8)
- Emmanuel Renault, Le vocabulaire de Marx, Paris, Ellipses, 2001, 2007, 2015.  (ISBN 2-7298-0503-6)
- Juliette Farjat et Frédéric Monferrand, Dictionnaire Marx, Paris, Ellipses, 2021 (ISBN Marx de A à Z, présentation, Paris, Que-sais-je, coll. « A la lettre », 2021  (ISBN 978-2715407565)
- Gérard Duménil, Michael Löwy et Emmanuel Renault, Les 100 mots du marxisme, Paris, PUF, « Que sais-je ? », 2009, 2010, 2012.  (ISBN 978-2-13-057233-6)

#### Bases de données et dictionnaires
- Ressources relatives à la recherche :   - Les Classiques des sciences sociales
  - Google Scholar
  - Persée
  - PhilPapers (travaux)
  - Scopus
  - Stanford Encyclopedia of Philosophy
- Ressources relatives à la musique :   - International Music Score Library Project
  - Discogs
  - MusicBrainz
  - Répertoire international des sources musicales
- Ressources relatives aux beaux-arts :   - British Museum
  - National Portrait Gallery
  - Te Papa Tongarewa
  - Union List of Artist Names
- Ressources relatives à la vie publique :   - Documents diplomatiques suisses 1848-1975
  - Maitron
- Ressources relatives au spectacle :   - Les Archives du spectacle
  - Kunstenpunt
- Ressources relatives à la bande dessinée :   - BD Gest'
  - Comic Vine
- Ressources relatives à l'audiovisuel :   - Filmportal
  - IMDb
- Ressource relative à plusieurs domaines :   - Radio France
- Notices dans des dictionnaires ou encyclopédies généralistes :   - Britannica
  - Brockhaus
  - Den Store Danske Encyklopædi
  - Deutsche Biographie
  - Dizionario di Storia
  - E-archiv.li
  - Enciclopedia italiana
  - Enciclopedia De Agostini
  - Enciclopédia Itaú Cultural
  - Gran Enciclopèdia Catalana
  - Hrvatska Enciklopedija
  - Internetowa encyklopedia PWN
  - Larousse
  - Nationalencyklopedin
  - Oxford Dictionary of National Biography
  - Store norske leksikon
  - Treccani
  - Universalis
  - Visuotinė lietuvių enciklopedija
- Notices d'autorité :   - VIAF
  - ISNI
  - BnF (données)
  - IdRef
  - LCCN
  - GND
  - Italie
  - Japon
  - CiNii
  - Espagne
  - Belgique
  - Pays-Bas
  - Pologne
  - Israël
  - NUKAT
  - Catalogne
  - Suède
  - Vatican